# Lijst van vlaggen van Indonesische gemeenten
Dit artikel bevat een lijst van vlaggen van Indonesische gemeenten. In januari 2023 waren er 514 administratieve afdelingen van het tweede niveau (416 regentschappen en 98 steden) in Indonesië. De onderstaande lijst groepeert regentschappen en steden in Indonesië per provincie. Elk regentschap heeft een administratief centrum, de regentschapszetel. De onderstaande lijst groepeert regentschappen en steden in Indonesië per provincie.

## Atjeh

Aceh Besar
Aceh Jaya
Aceh Singkil
Aceh Tamiang
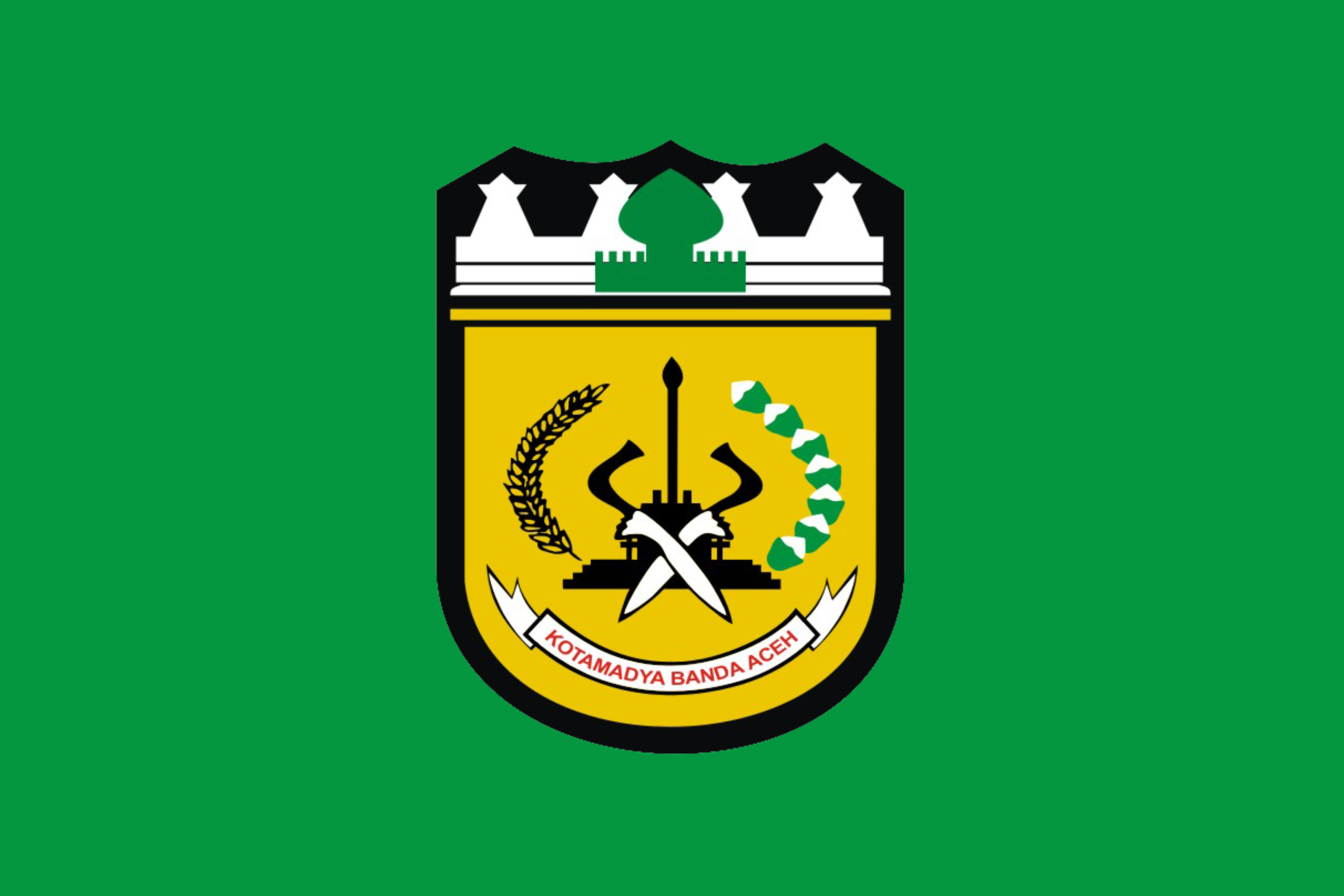
Banda Atjeh
Bener Meriah
Bireuen
Centraal-Atjeh
Gayo Lues
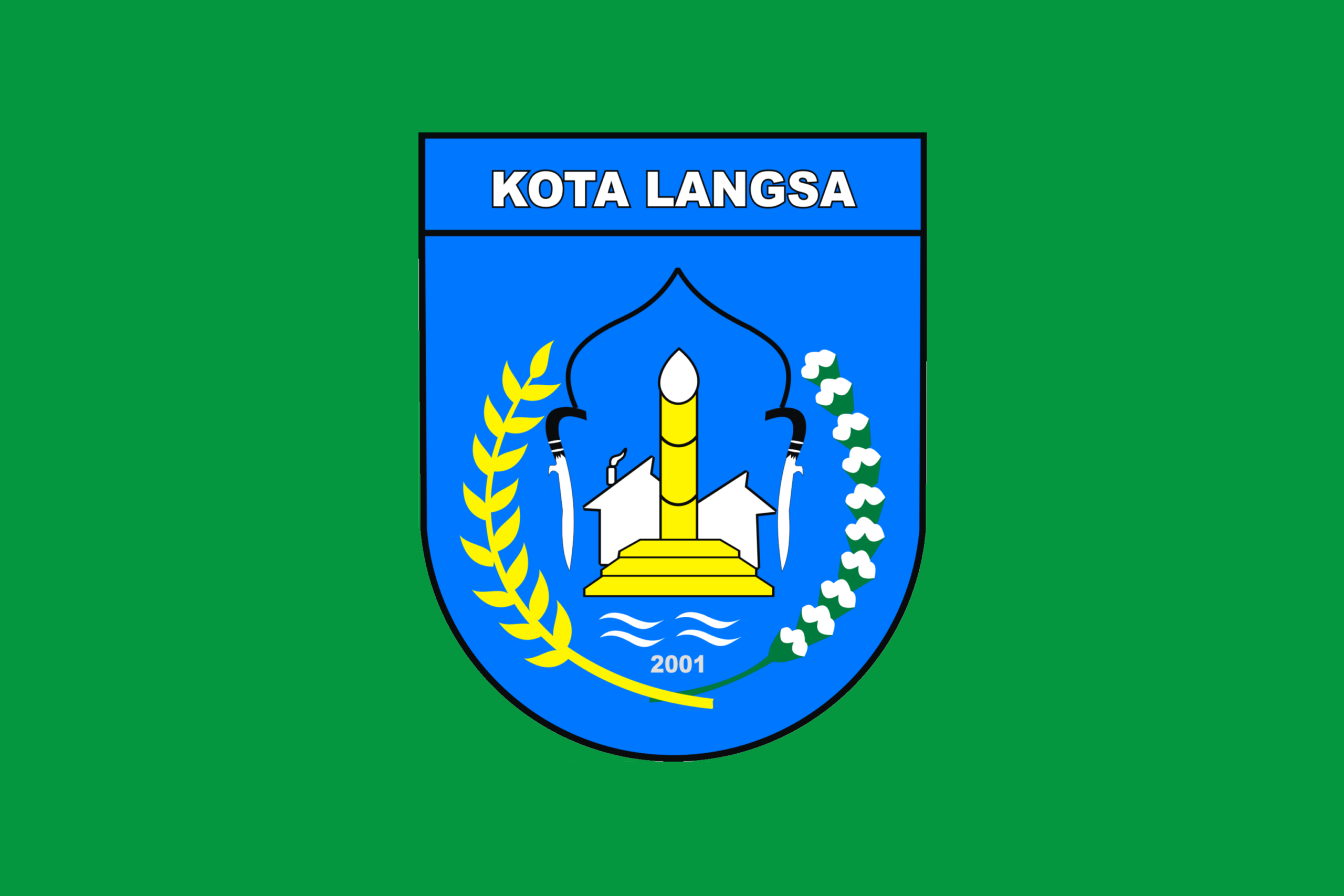
Langsa
Lhokseumawe
Nayan Raya
Noord-Atjeh
Oost-Atjeh
Pidie
Pidie Jaya
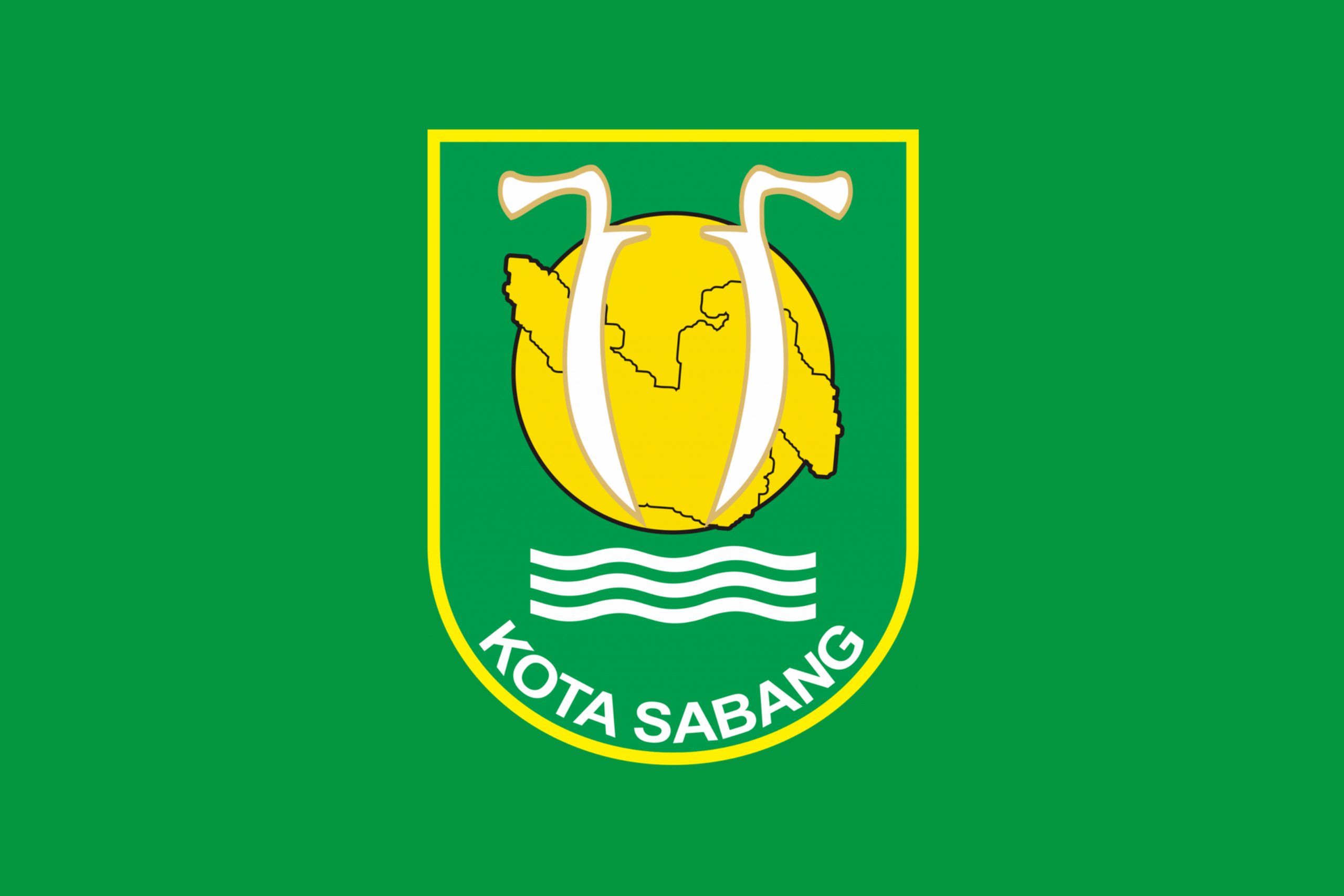
Sabang
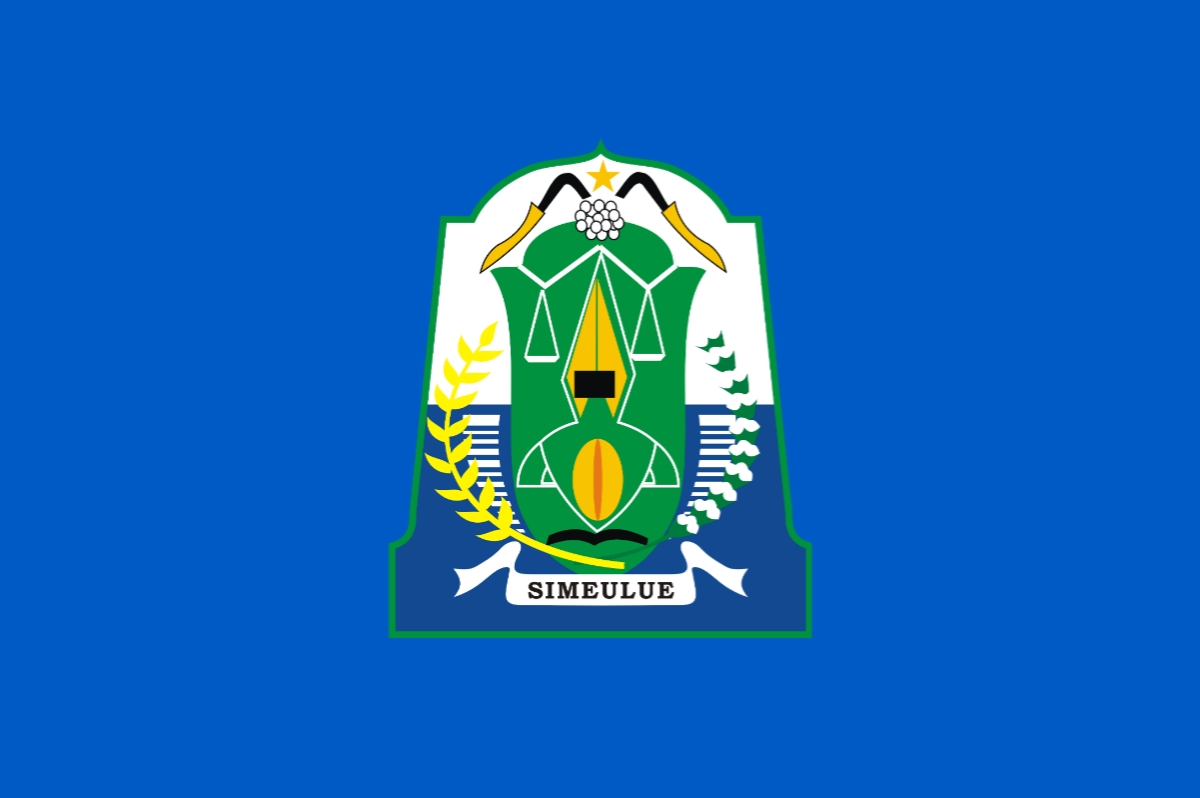
Simeulue
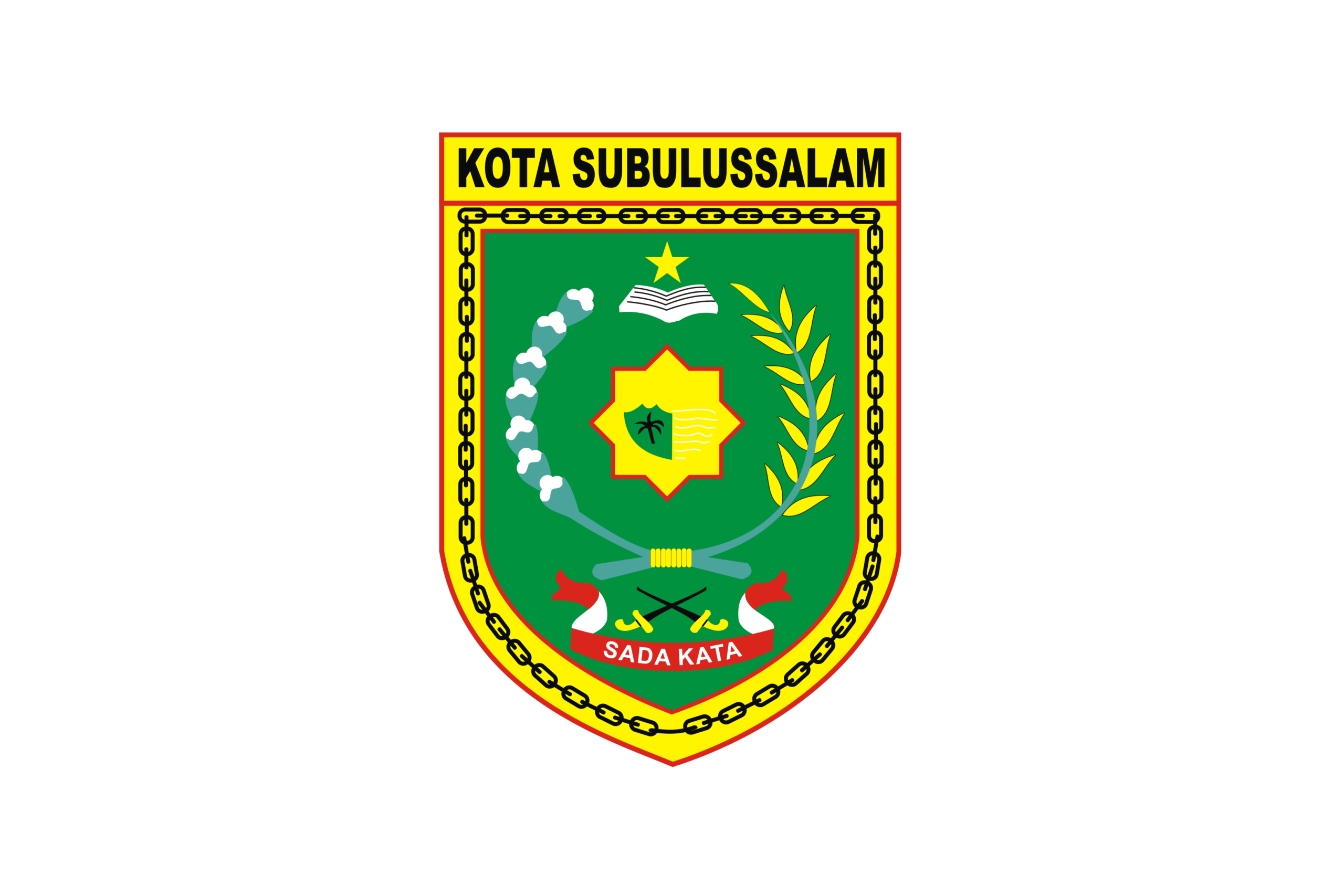
Subulussalam
West-Atjeh
Zuid-Atjeh
Zuidoost-Atjeh
Zuidwest-Atjeh

## Bali

Badung
Bangli
Buleleng
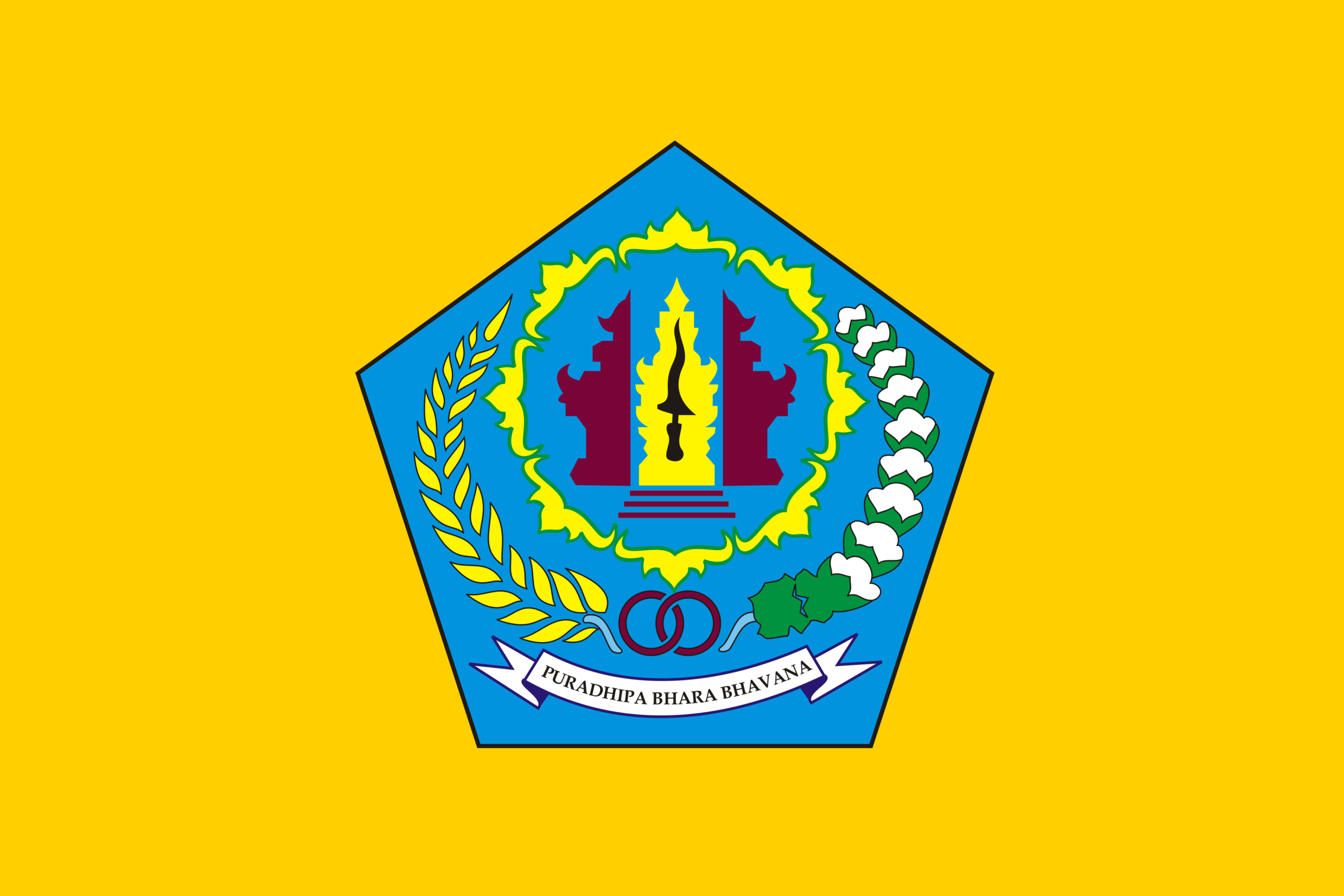
Denpasar
Gianyar
Jembrana
Karangasem
Klungkung
Tabanan

## Bangka-Belitung

Bangka
Belitung
Centraal-Bangka
Oost-Belitung
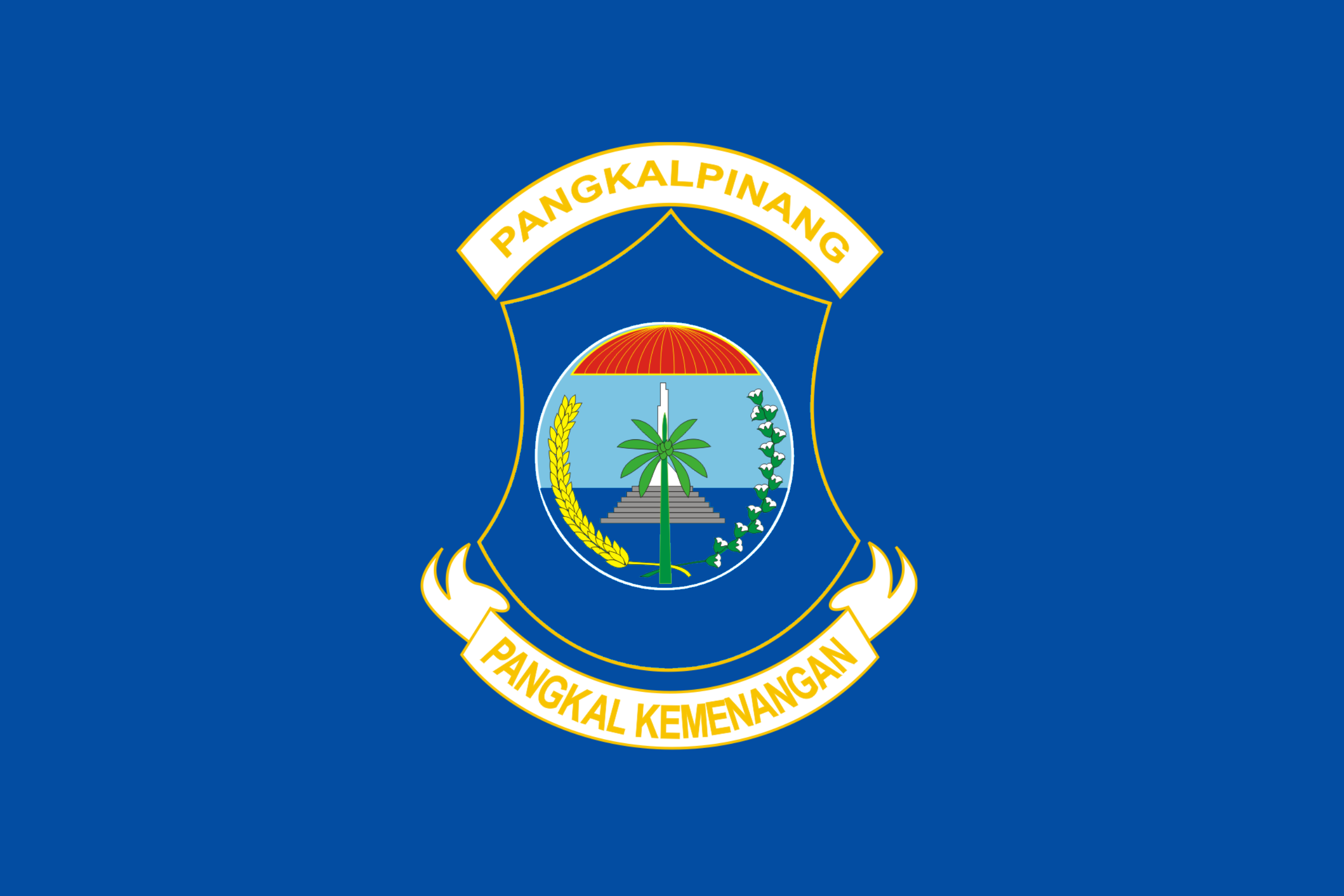
Pangkal Pinang
West-Bangka
Zuid-Bangka

## Banten

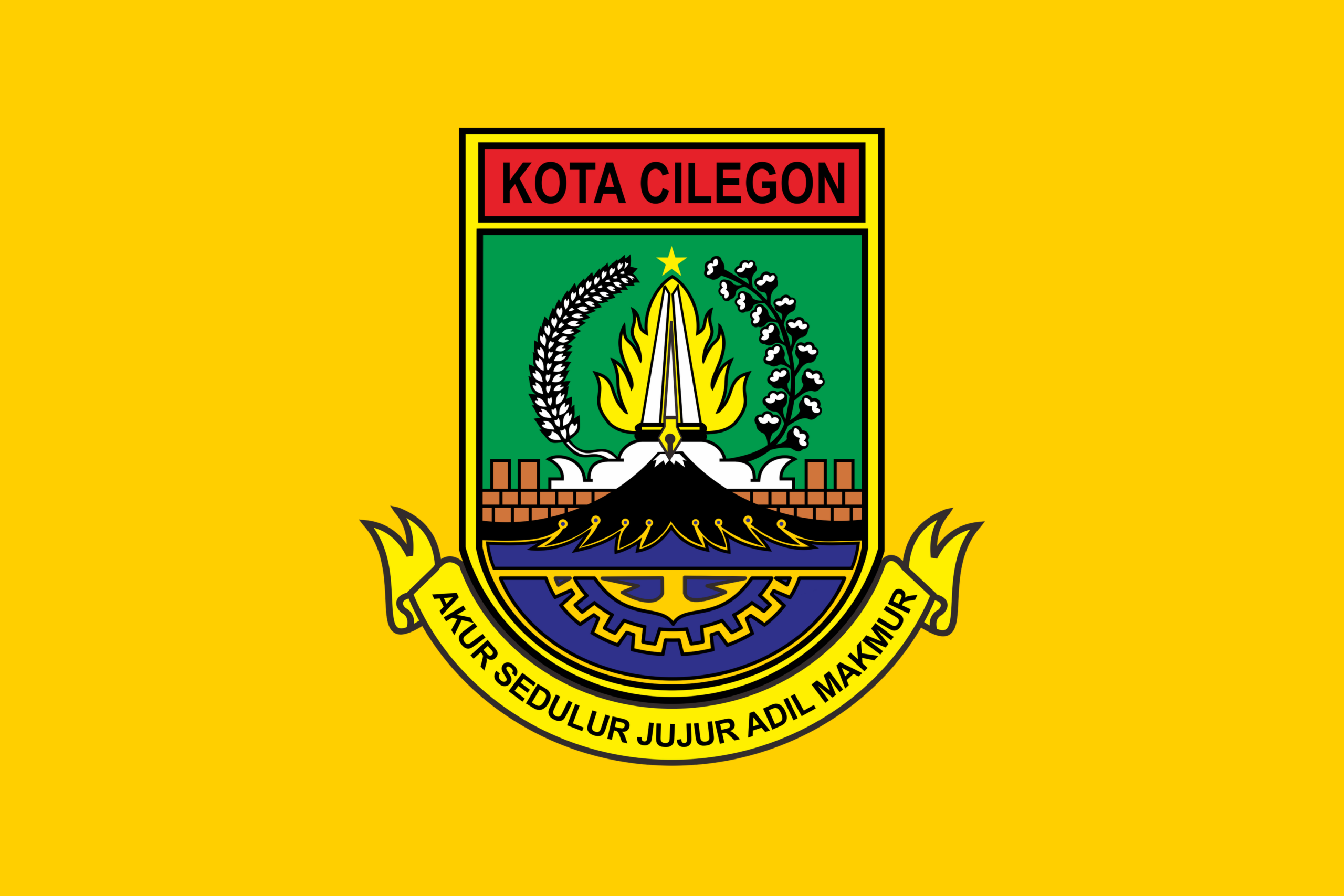
Cilegon
Lebak
Pandeglang
Serang (regentschap)
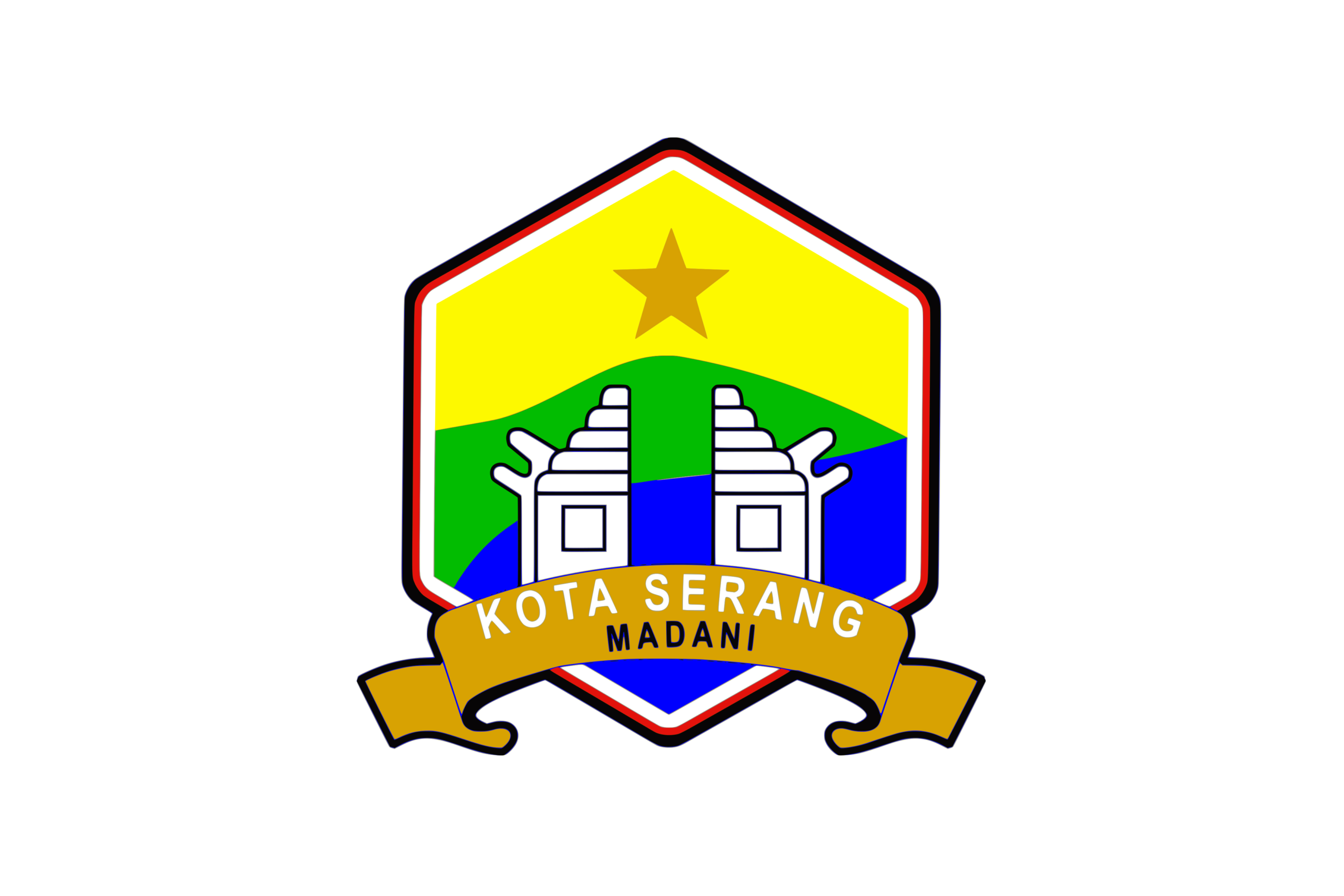
Serang (stad)
Tangerang (regentschap)
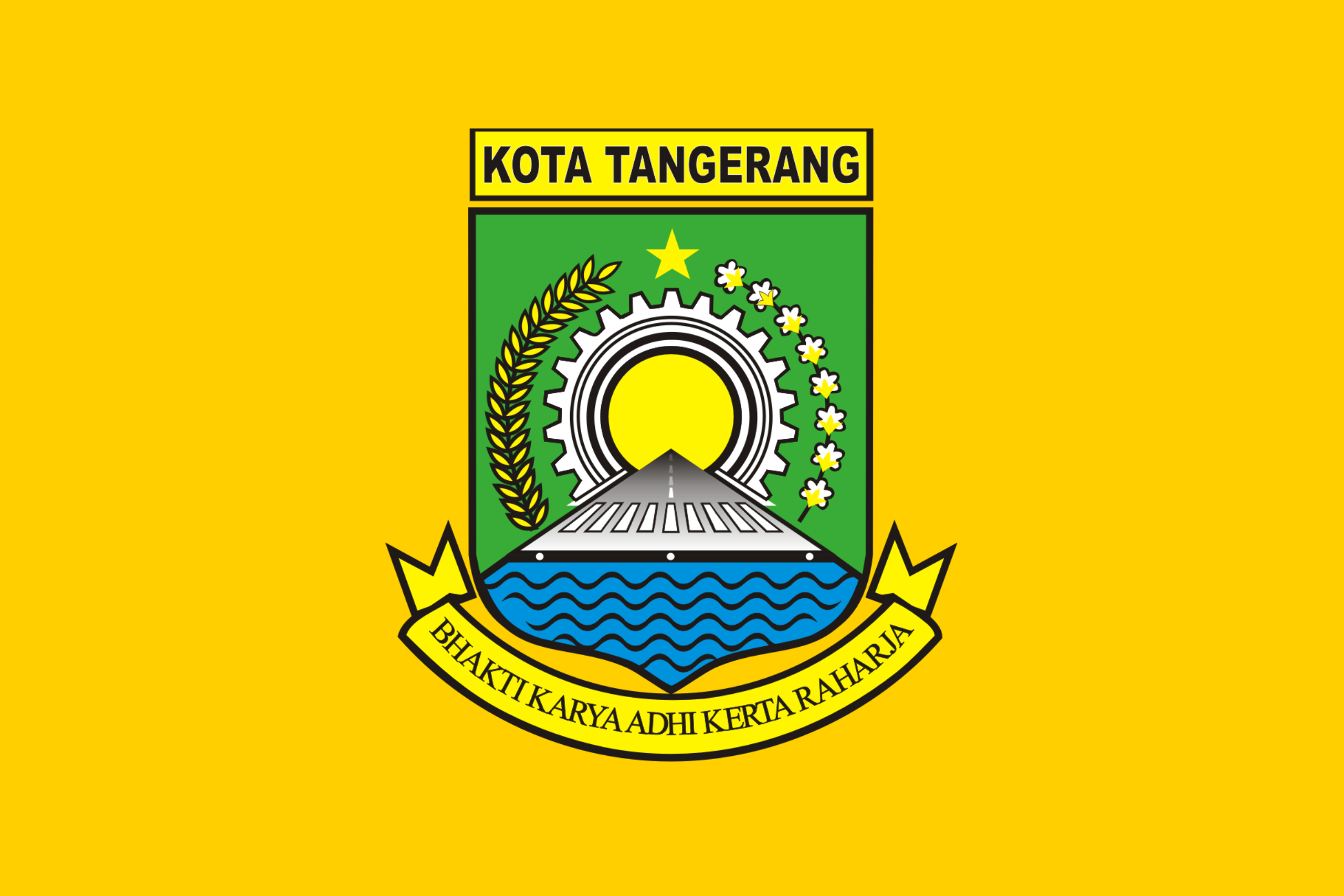
Tangerang (stadsgemeente)
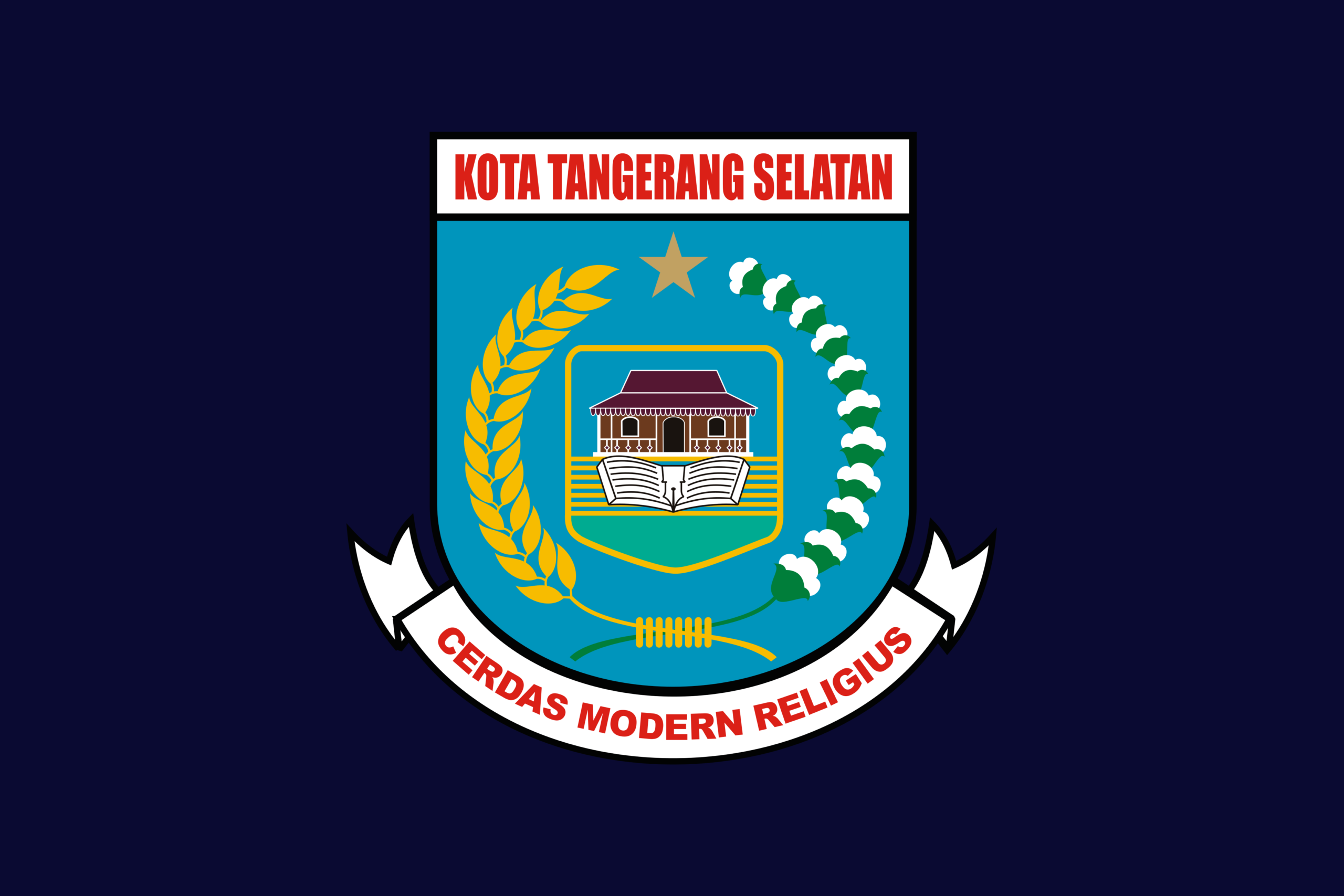
Zuid-Tangerang

## Bengkulu

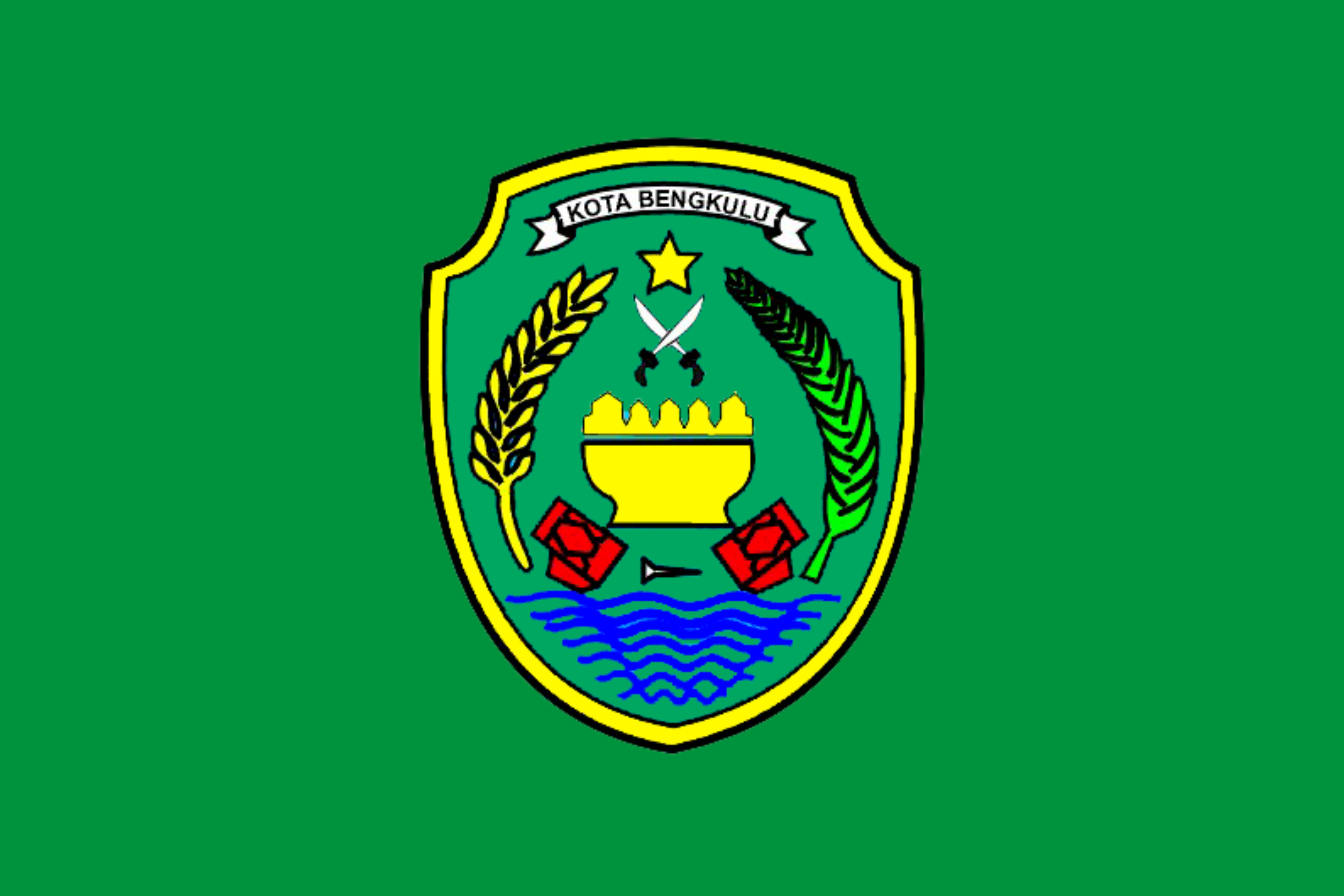
Bengkulu
Centraal-Bengkulu
Kaur
Kepahiang
Lebong
Mukomuko
Noord-Bengkulu
Rejang Lebong
Seluma
Zuid-Bengkulu

## Gorontalo

Boalemo
Bone Bolango
Gorontalo (regentschap)
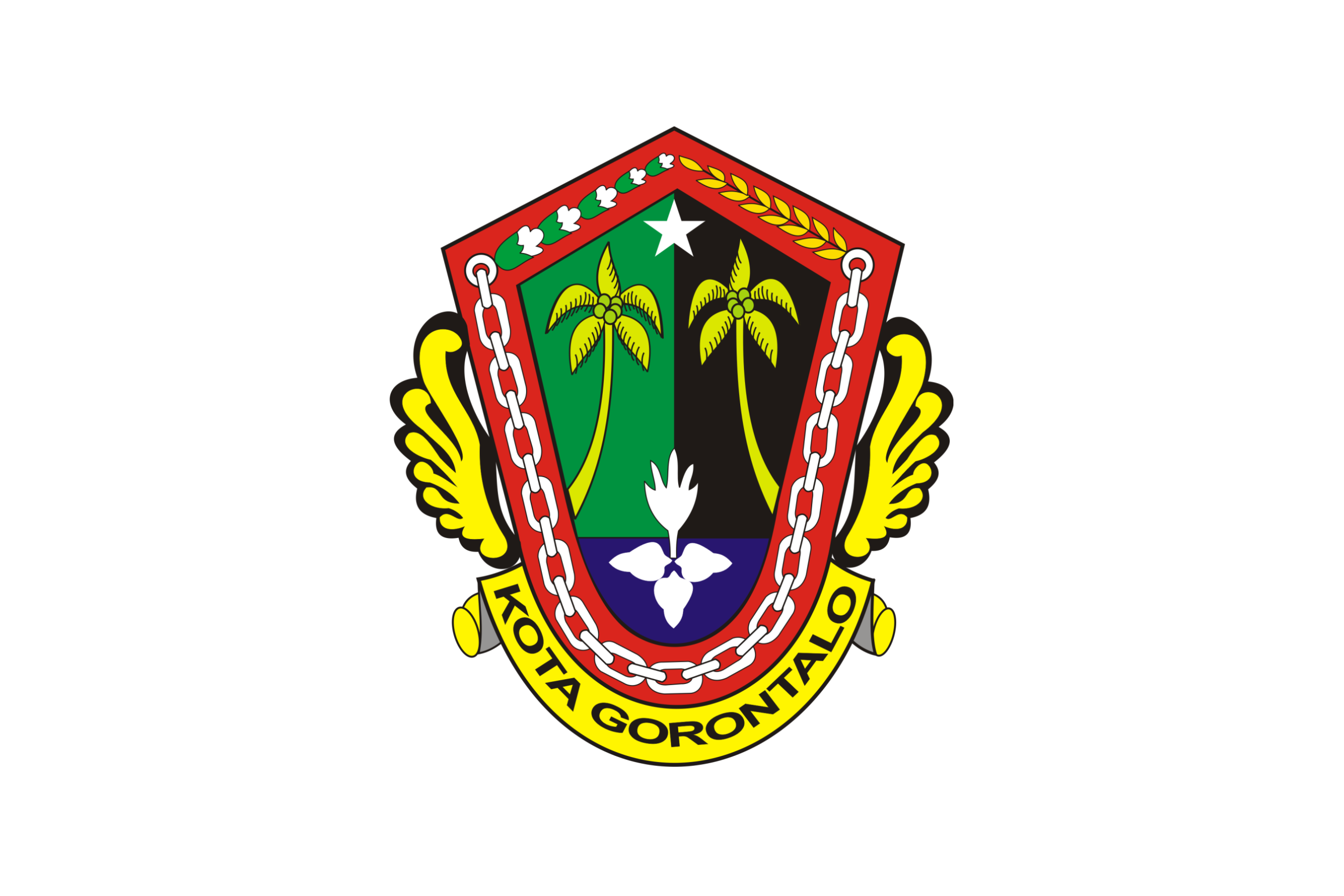
Gorontalo (stad)
Noord-Gorontalo
Pohuwato

## Jakarta

Centraal-Jakarta
Duizendeilanden
Noord-Jakarta
Oost-Jakarta
West-Jakarta
Zuid-Jakarta

## Jambi

Batang Hari
Bungo
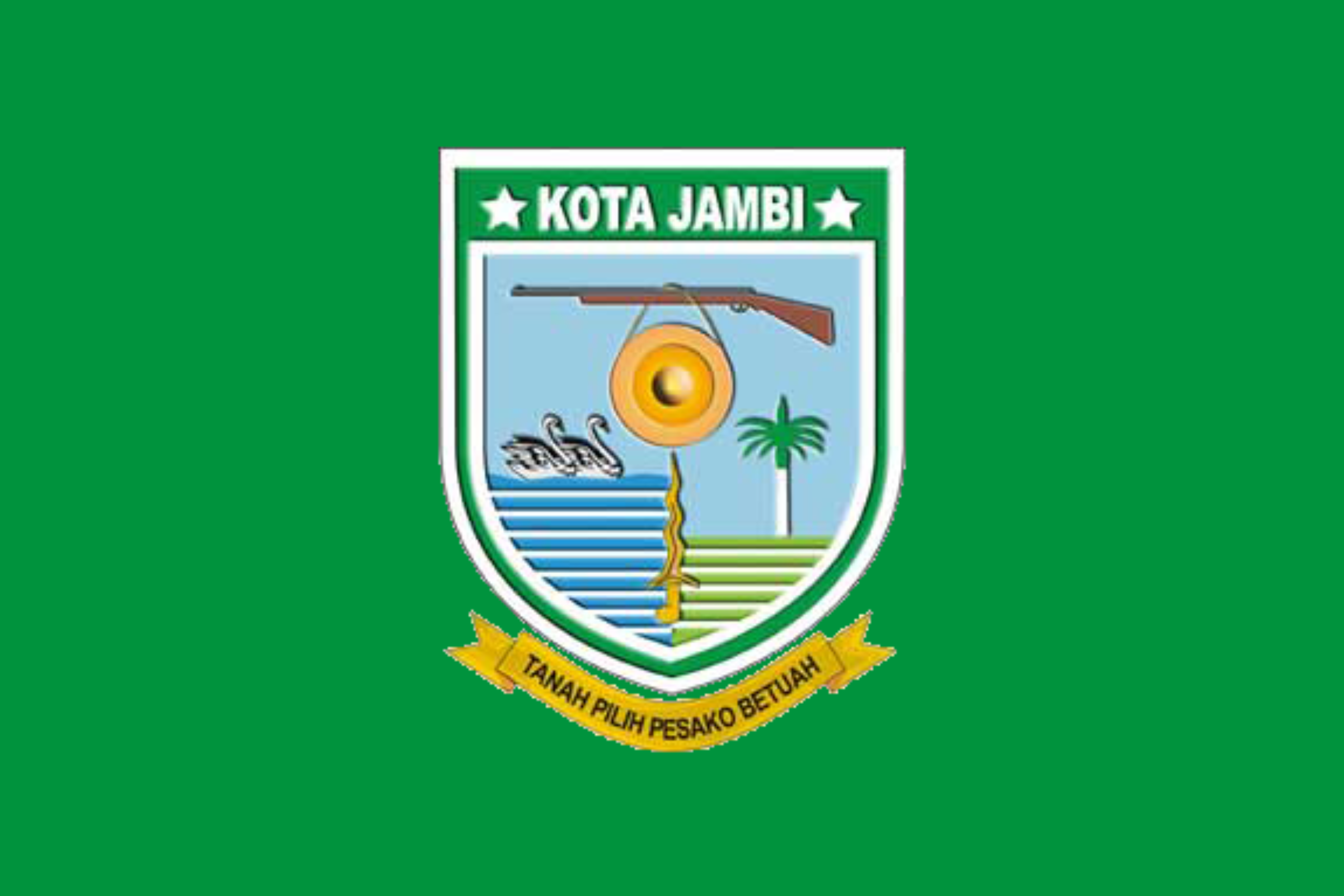
Jambi
Kerinci
Merangin
Muaro Jambi
Oost-Tanjung Jabung
Sarolangun
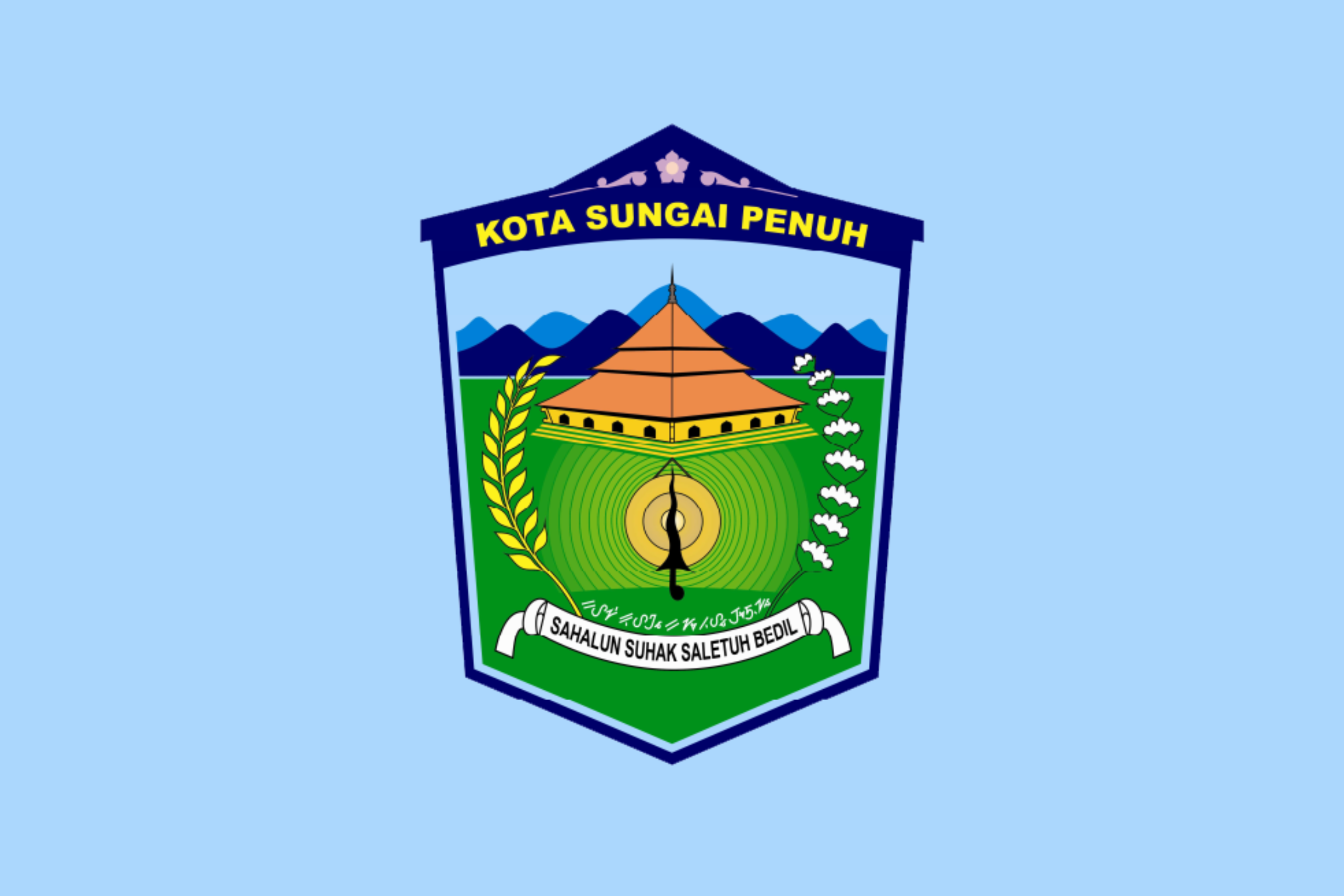
Sungai Penuh
Tebo
West-Tanjung Jabung

## Lampung

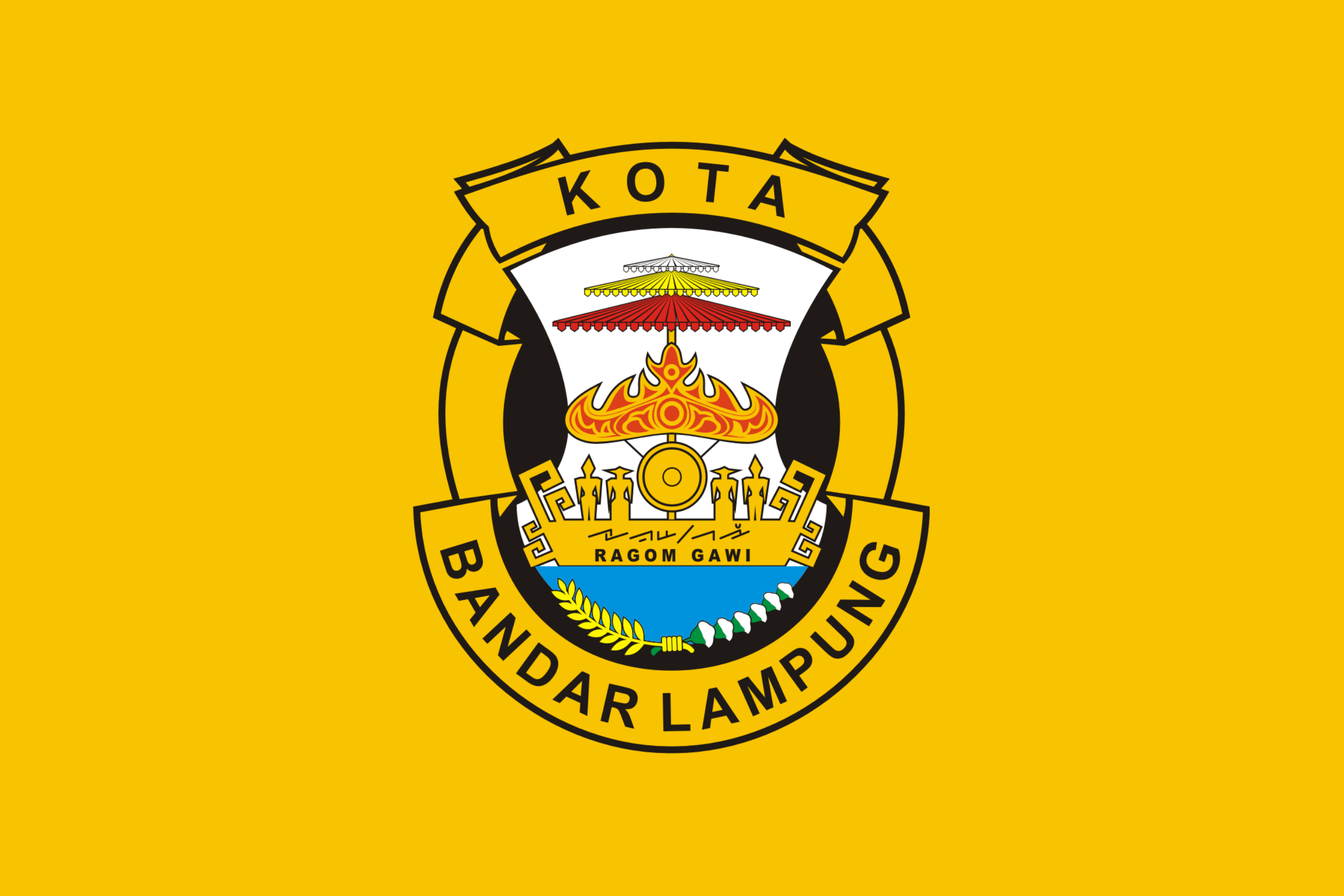
Bandar Lampung
Centraal-Lampung
Mesuji
Metro
Noord-Lampung
Oost-Lampung
Pesawaran
Pesisir Barat
Pringsewu
Tanggamus
Tulang Bawang
Way Kanan
West-Lampung
West-Tulang Bawang
Zuid-Lampung

## Midden-Java

Banjarnegara
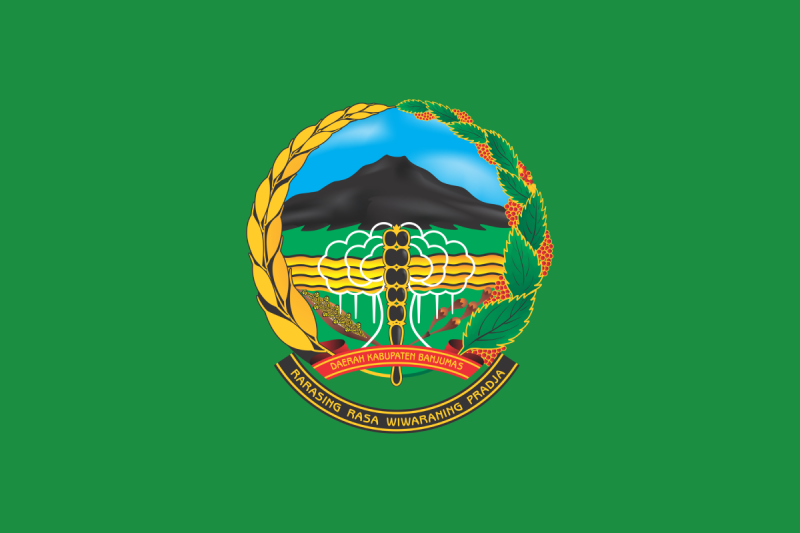
Banyumas
Batang
Blora
Boyolali
Brebes
Cilacap
Demak
Grobogan
Japara
Karanganyar
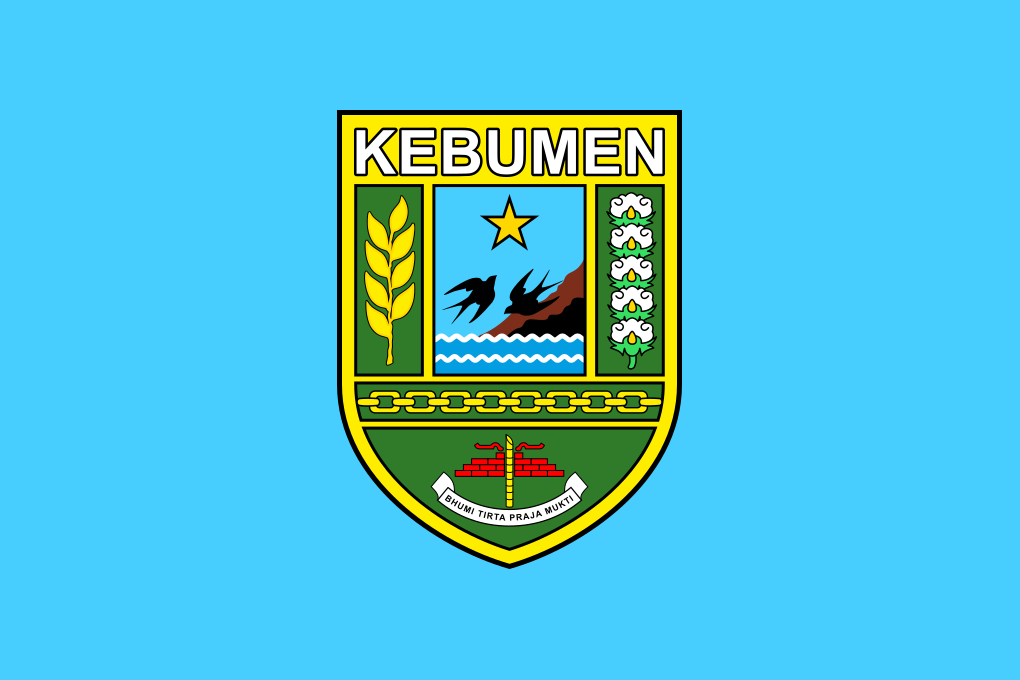
Kebumen
Kendal
Klaten
Kudus
Magelang (regentschap)
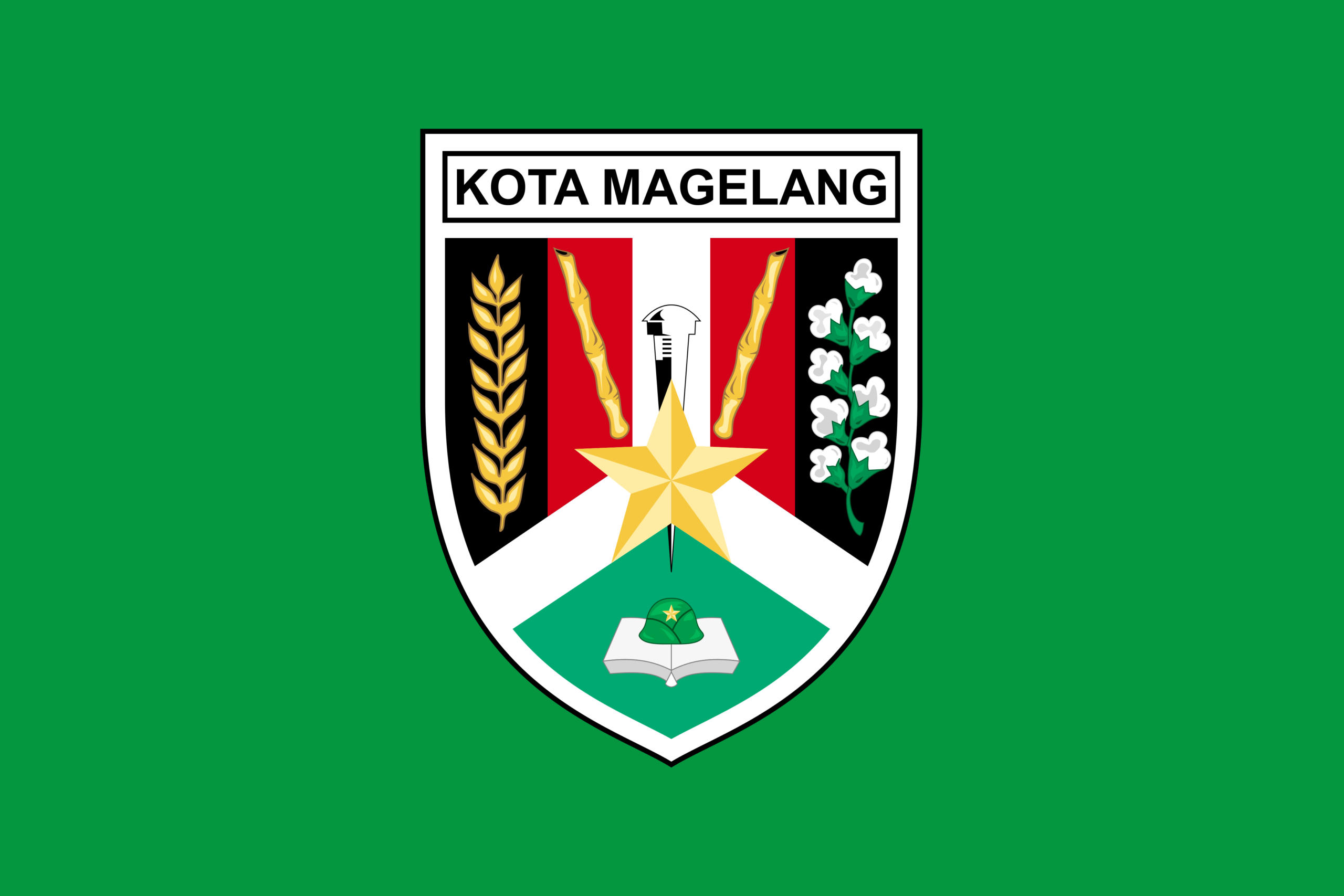
Magelang (stad)
Pati
Pekalongan (regentschap)
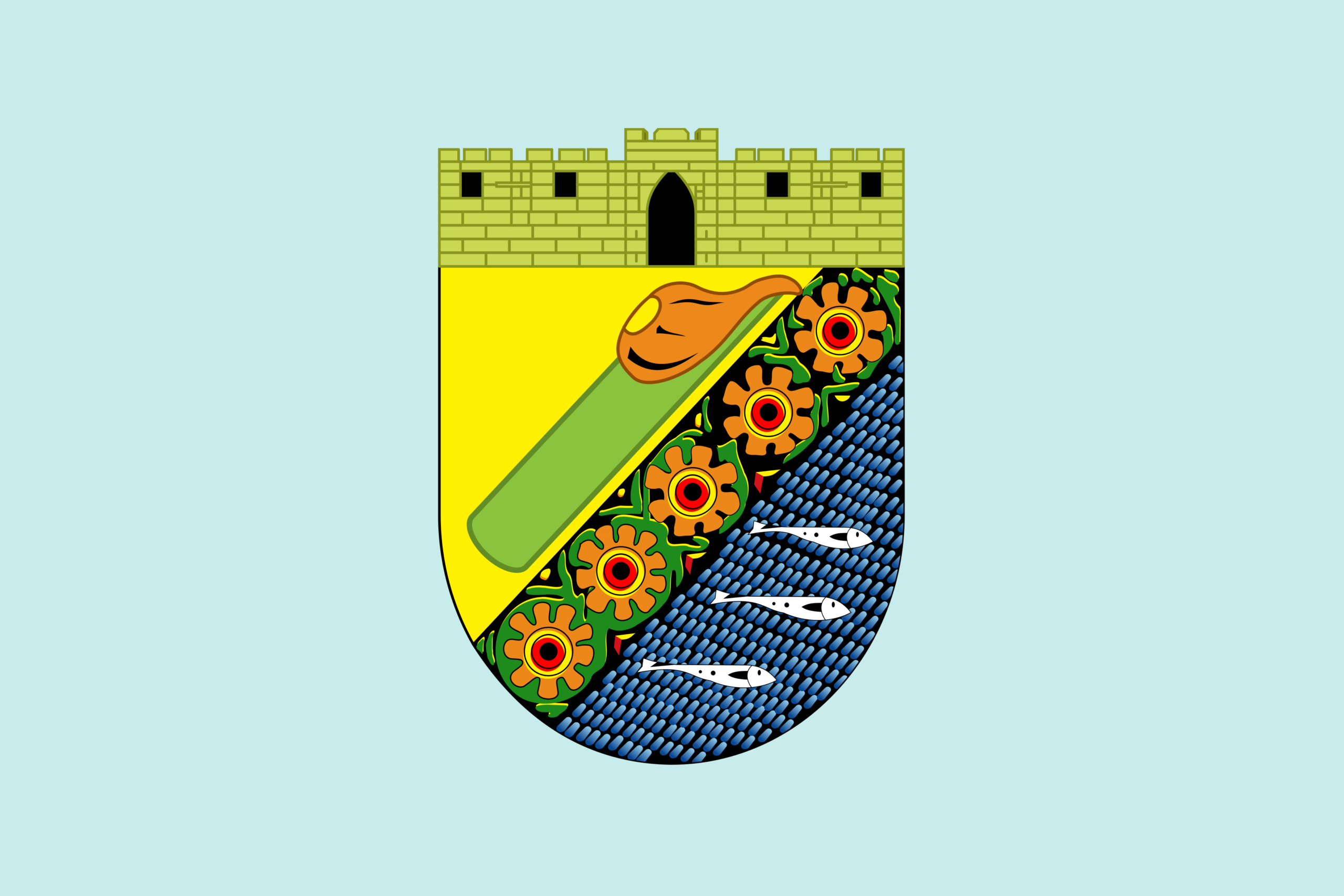
Pekalongan (stad)
Pemalang
Purbalingga
Purworejo
Rembang
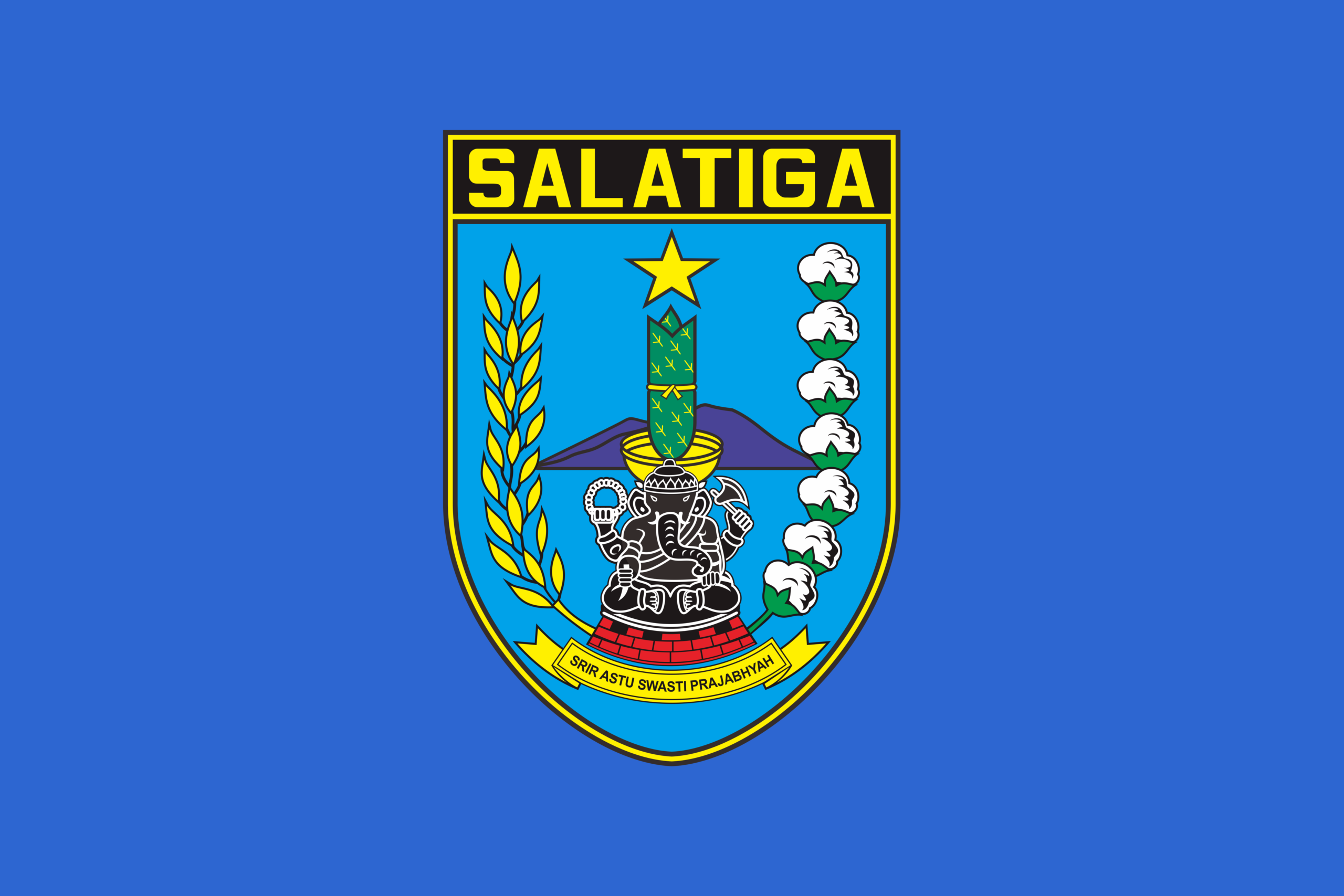
Salatiga
Semarang (regentschap)
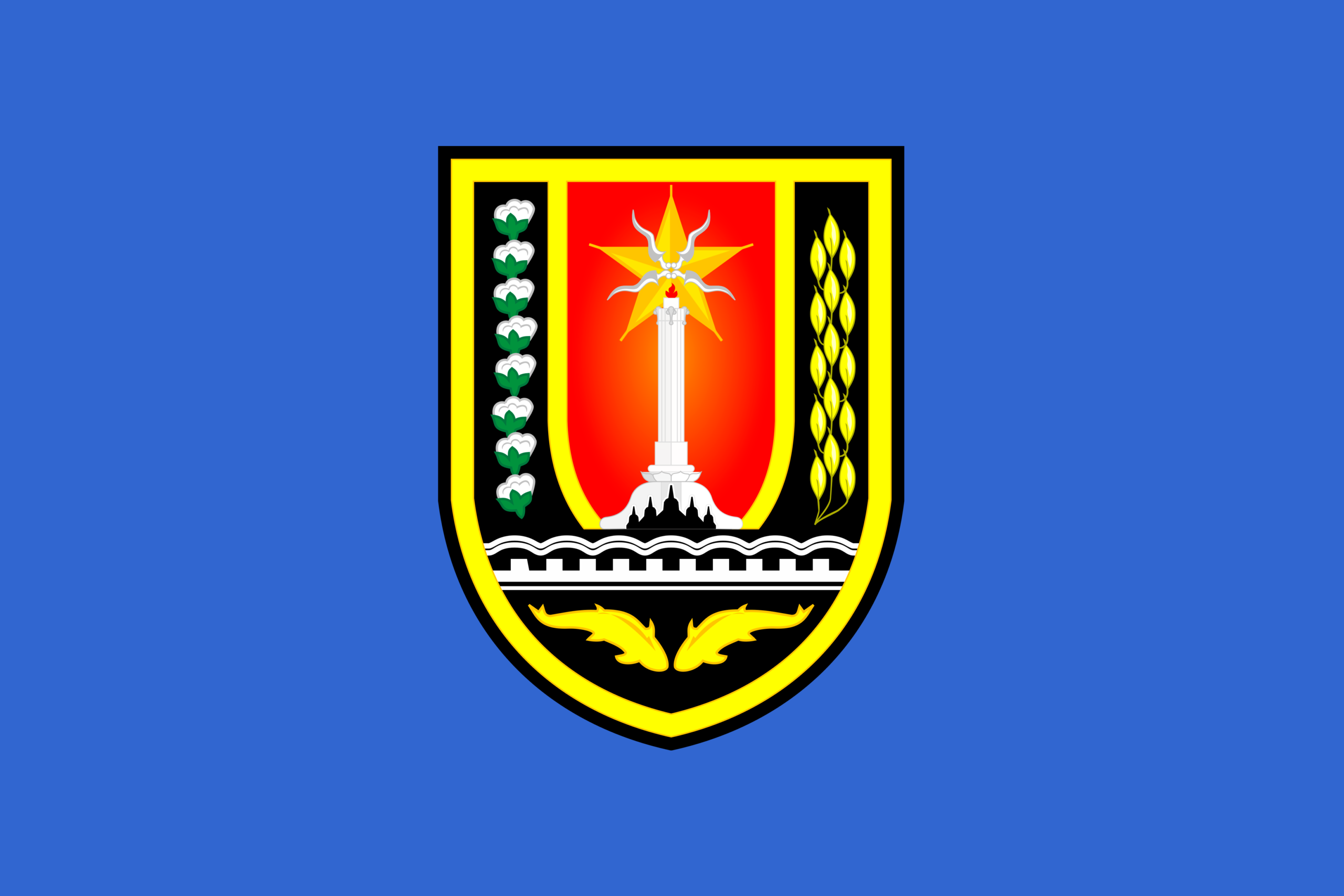
Semarang (stad)
Sragen
Sukoharjo
Surakarta
Tegal (regentschap)
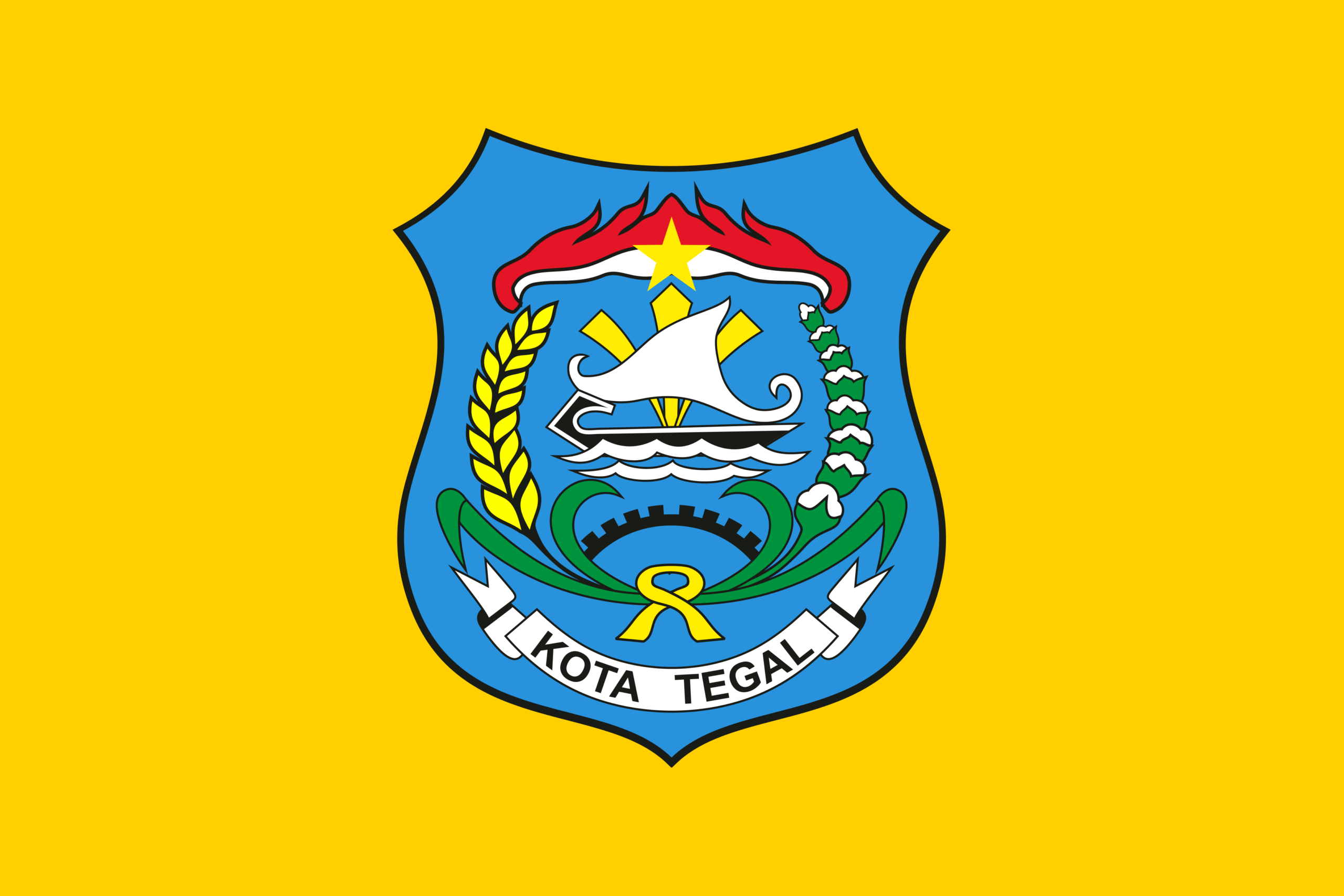
Tegal (stad)
Temanggung
Wonogiri
Wonosobo

## Midden-Kalimantan

Gunung Mas
Kapuas
Katingan
Lamandau
Murung Raya
Noord-Barito
Oost-Barito
Oost-Kotawaringin
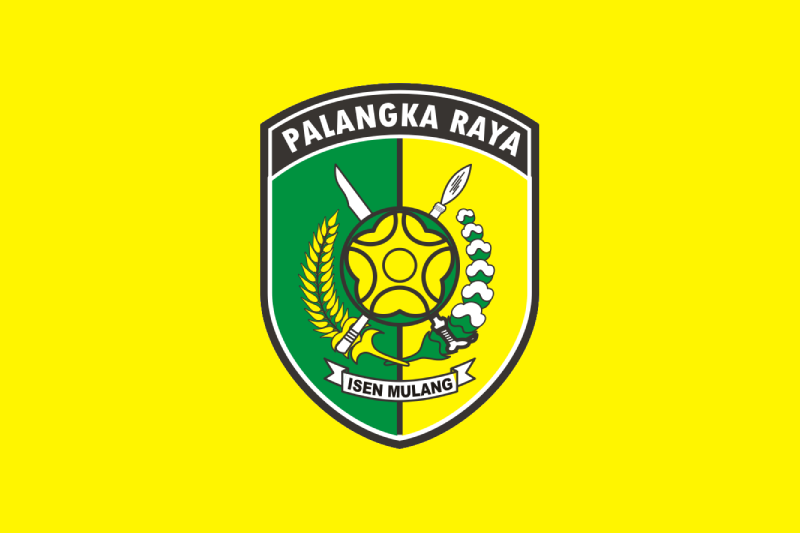
Palangkaraya
Pulang Pisau
Seruyan
Sukamara
West-Kotawaringin
Zuid-Barito

## Midden-Sulawesi

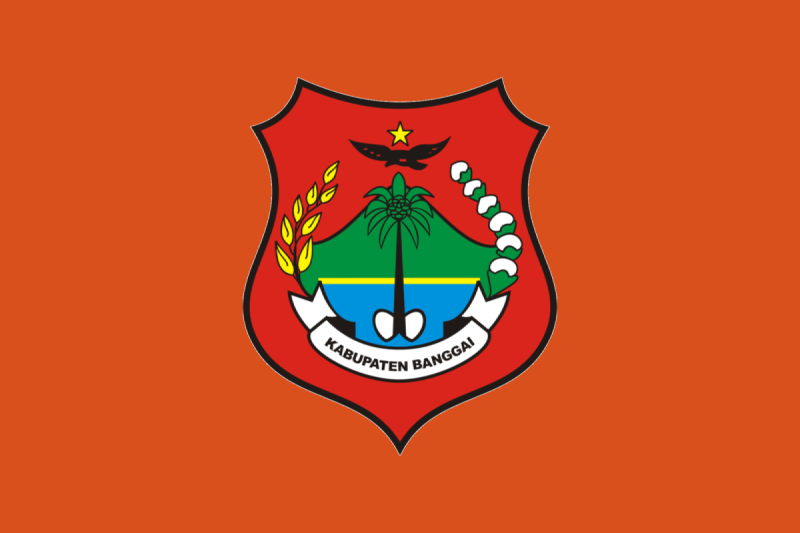
Banggai
Banggai-eilanden
Banggai Zee
Buol
Donggala
Morowali
Noord Morowali
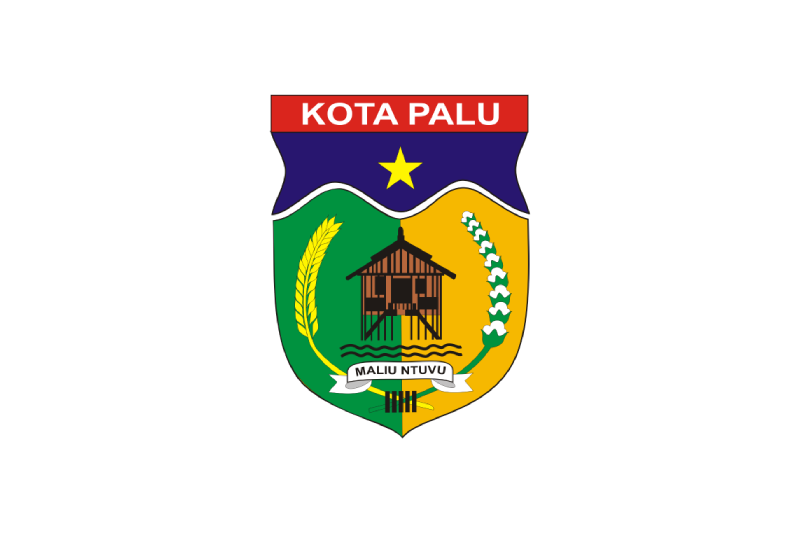
Palu
Parigi Moutong
Poso
Sigi
Tojo Una-Una
Toli-Toli

## Molukken

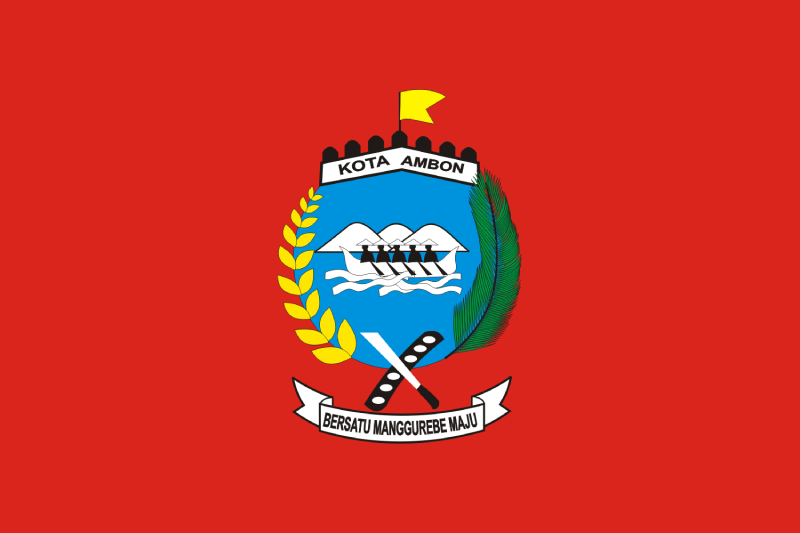
Ambon
Aru-eilanden
Buru
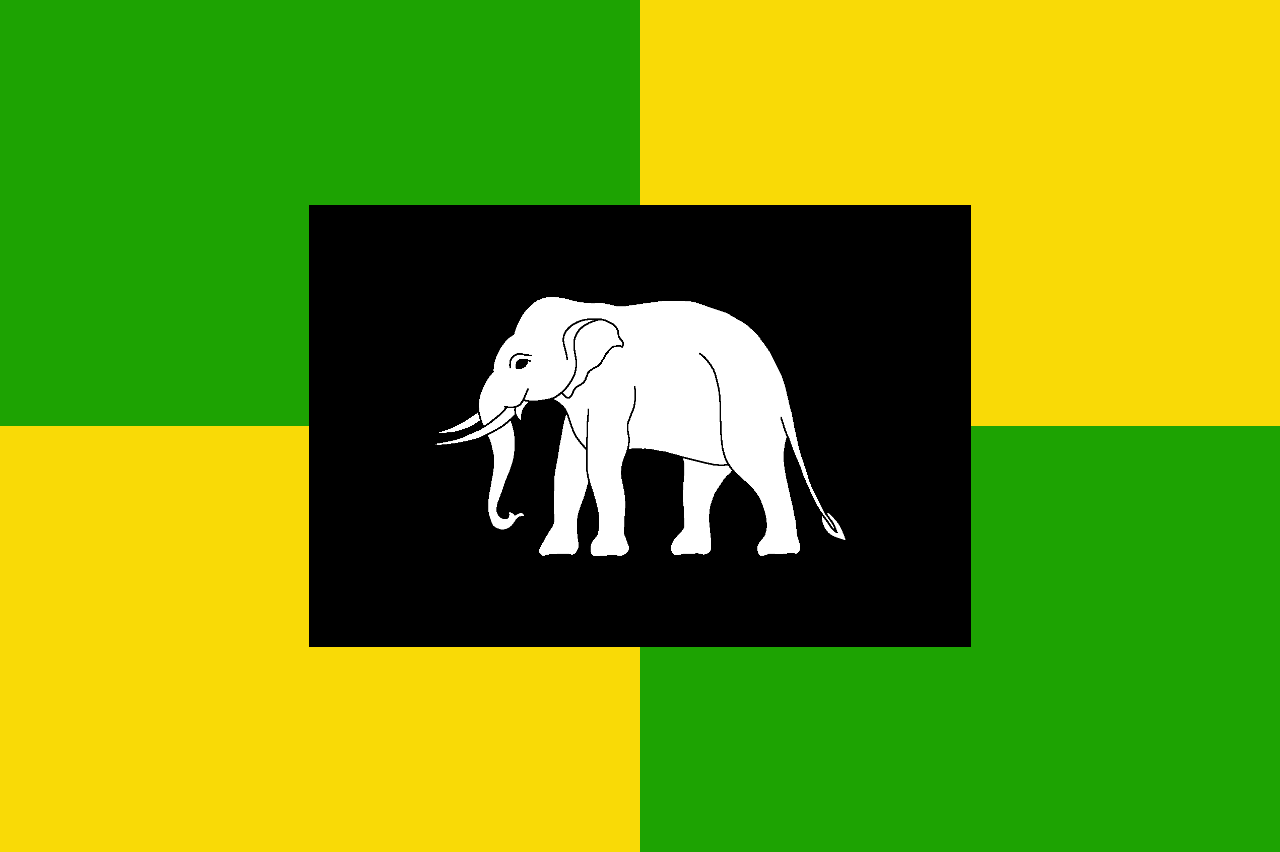
Centraal-Molukken
Seram Bagian Barat
Seram Bagian Timur
Tual
West-Zuidoost-Molukken
Zuid-Buru
Zuidoost-Molukken
Zuidwest-Molukken

## Noord-Kalimantan

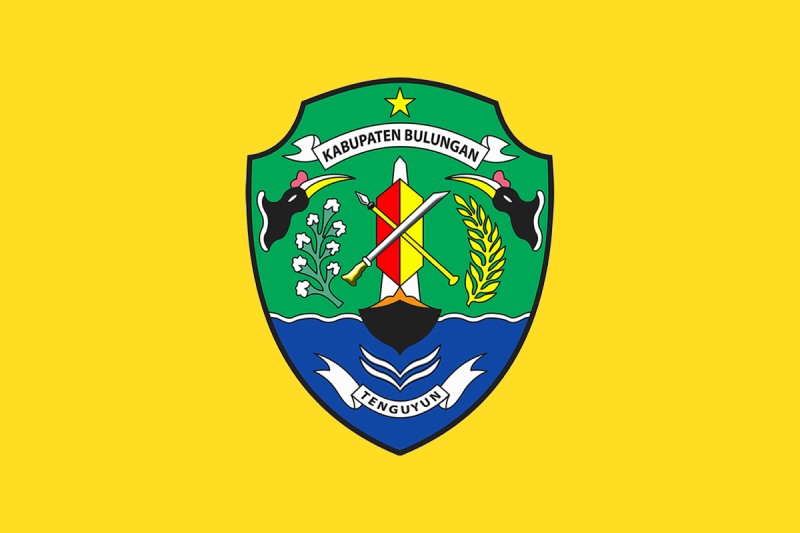
Bulungan
Malinau
Nunukan
Tana Tidung
Tarakan

## Noord-Molukken

Centraal-Halmahera
Morotai
Noord-Halmahera
Oost-Halmahera
Sula Eilanden
Taliabu
Ternate
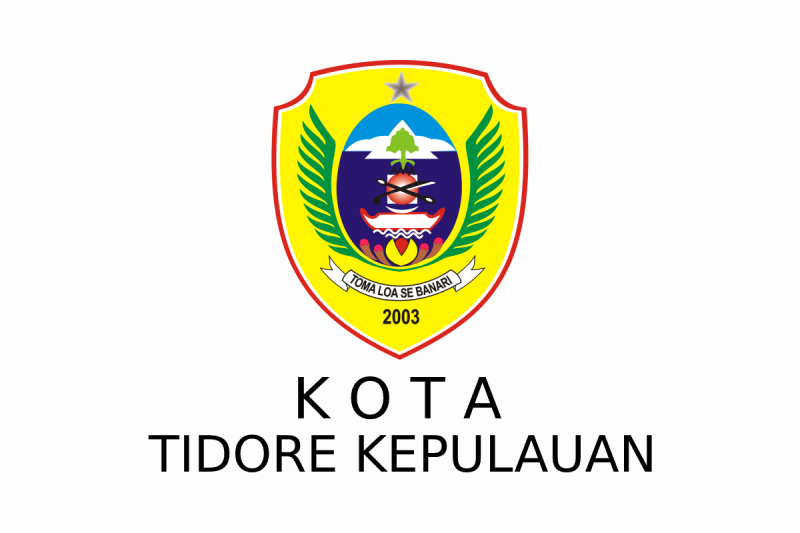
Tidore Kepulauan
West-Halmahera
Zuid-Halmahera

## Noord-Sulawesi

Bitung
Bolaang Mongondow
Kotamobagu
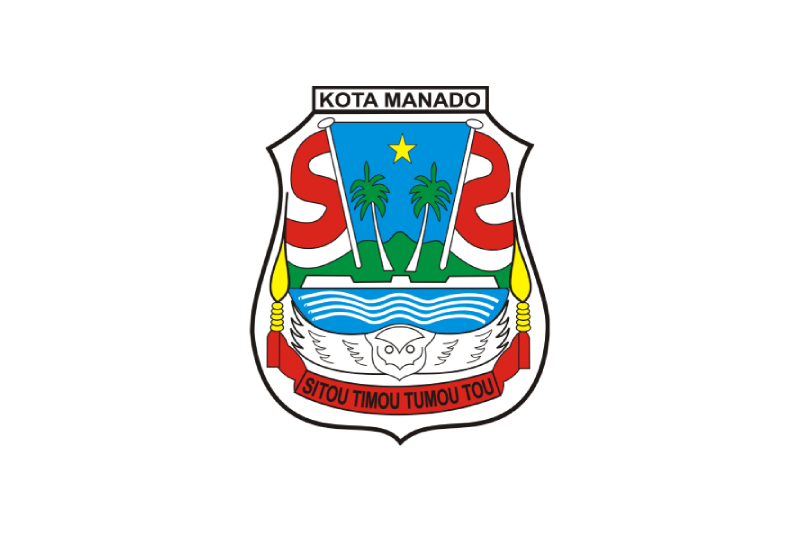
Manado
Minahasa
Noord-Bolaang Mongondow
Noord-Minahasa
Oost-Bolaang Mongondow
Sangihe-eilanden
Sitaro-Eilanden
Talaudeilanden
Tomohon
Zuid-Bolaang Mongondow
Zuid-Minahasa
Zuidoost-Minahasa

## Noord-Sumatra

Asahan
Batu Bara
Binjai
Centraal-Tapanuli
Dairi
Deli Serdang
Gunung Sitoli
Humbang Hasundutan
Karo
Labuhan Batu
Langkat
Mandailing Natal
Medan
Nias
Noord-Labuhan Batu
Noord-Nias
Noord-Tapanuli
Padang Lawas
Padang Lawas Utara
Padang Sidempuan
Pakpak Bharat
Pematang Siantar
Samosir
Serdang Bedagai
Simalungun
Sibolga
Tanjung Balai
Tebing Tinggi
Toba Samosir
West-Nias
Zuid-Labuhan Batu
Zuid-Nias
Zuid-Tapanuli

## Oost-Java

Bangkalan
Banyuwangi
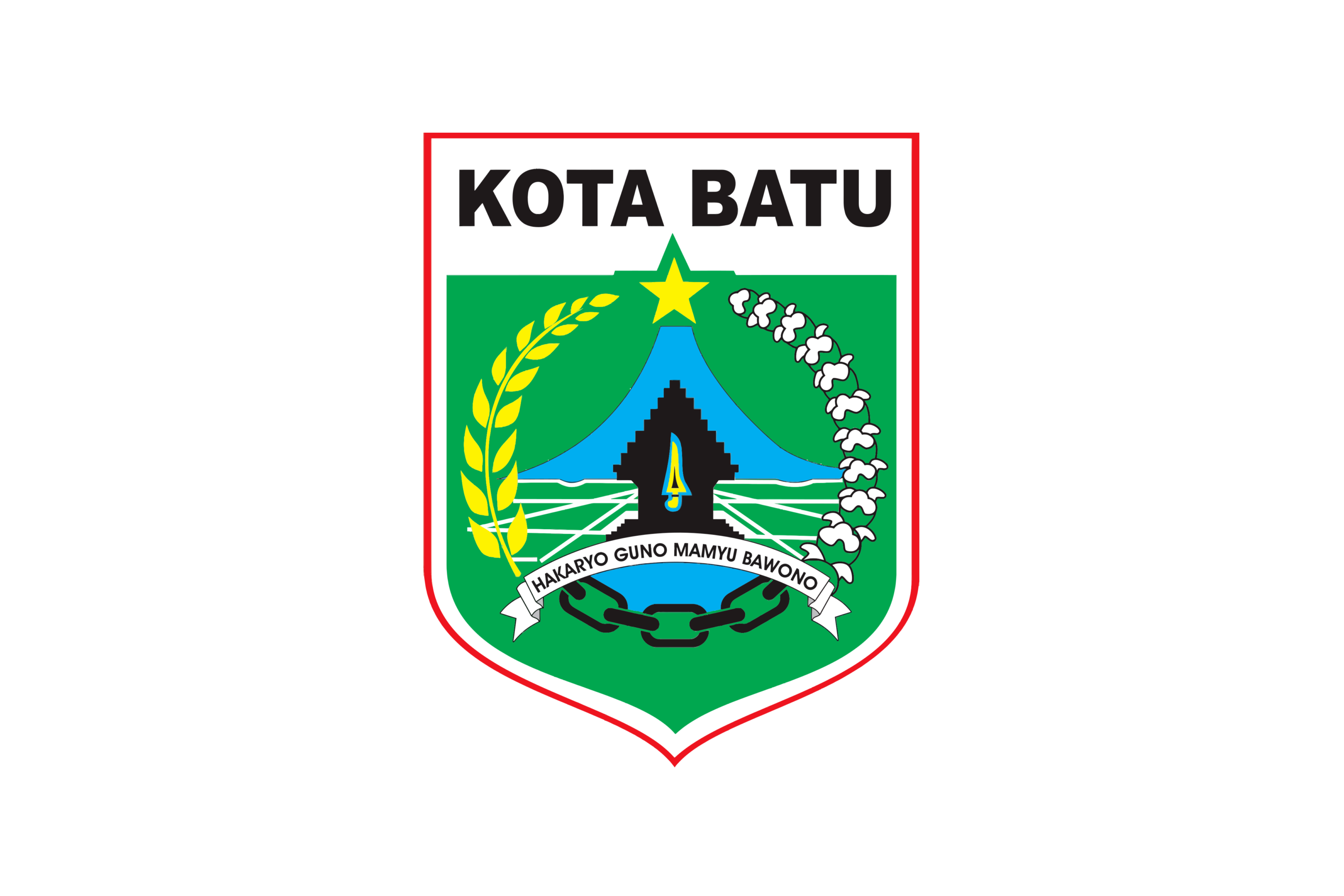
Batu
Blitar (regentschap)
Blitar (stad)
Bojonegoro
Bondowoso
Gresik
Jember
Jombang
Kediri (regentschap)
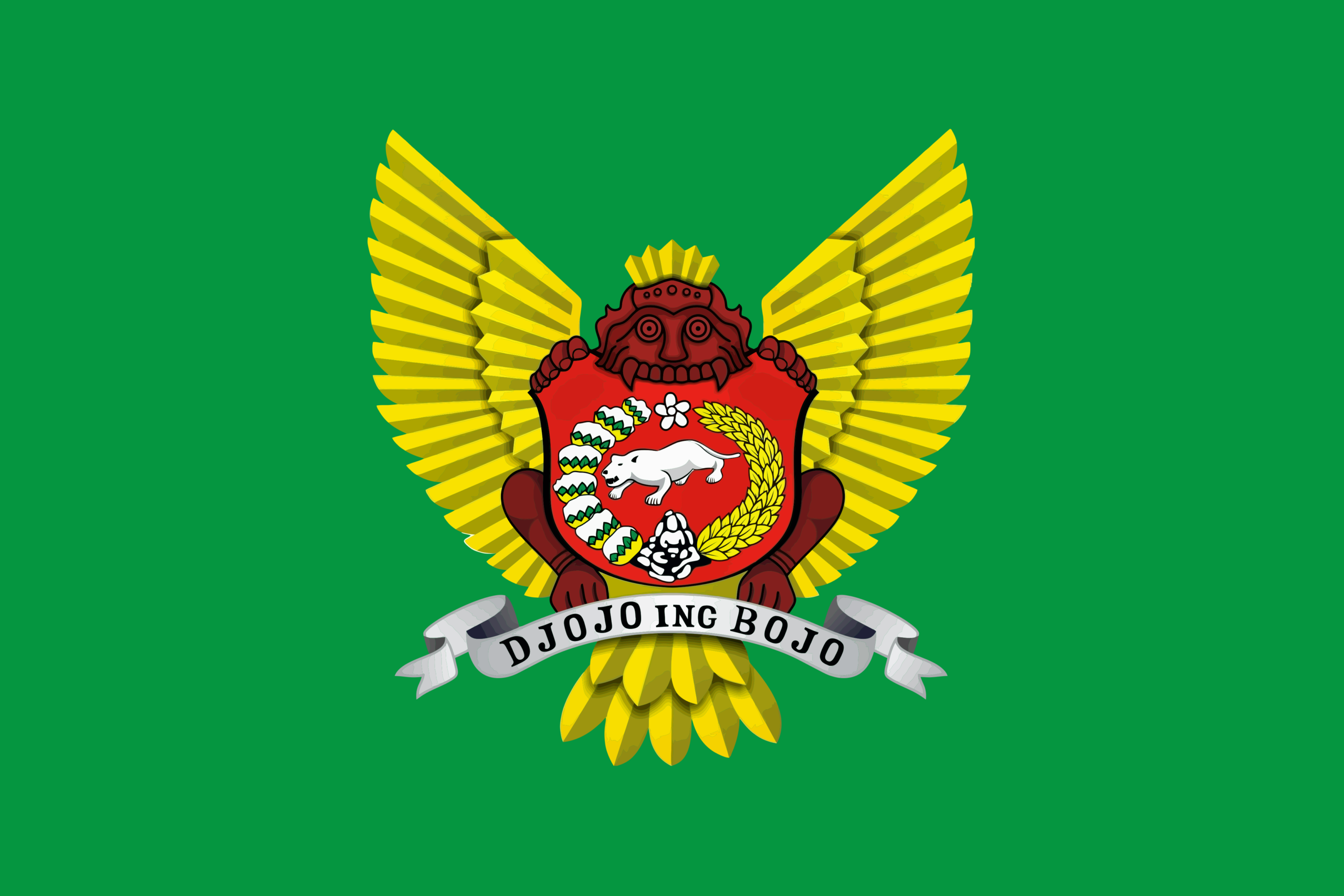
Kediri (stad)
Lamongan
Lumajang
Madiun (regentschap)
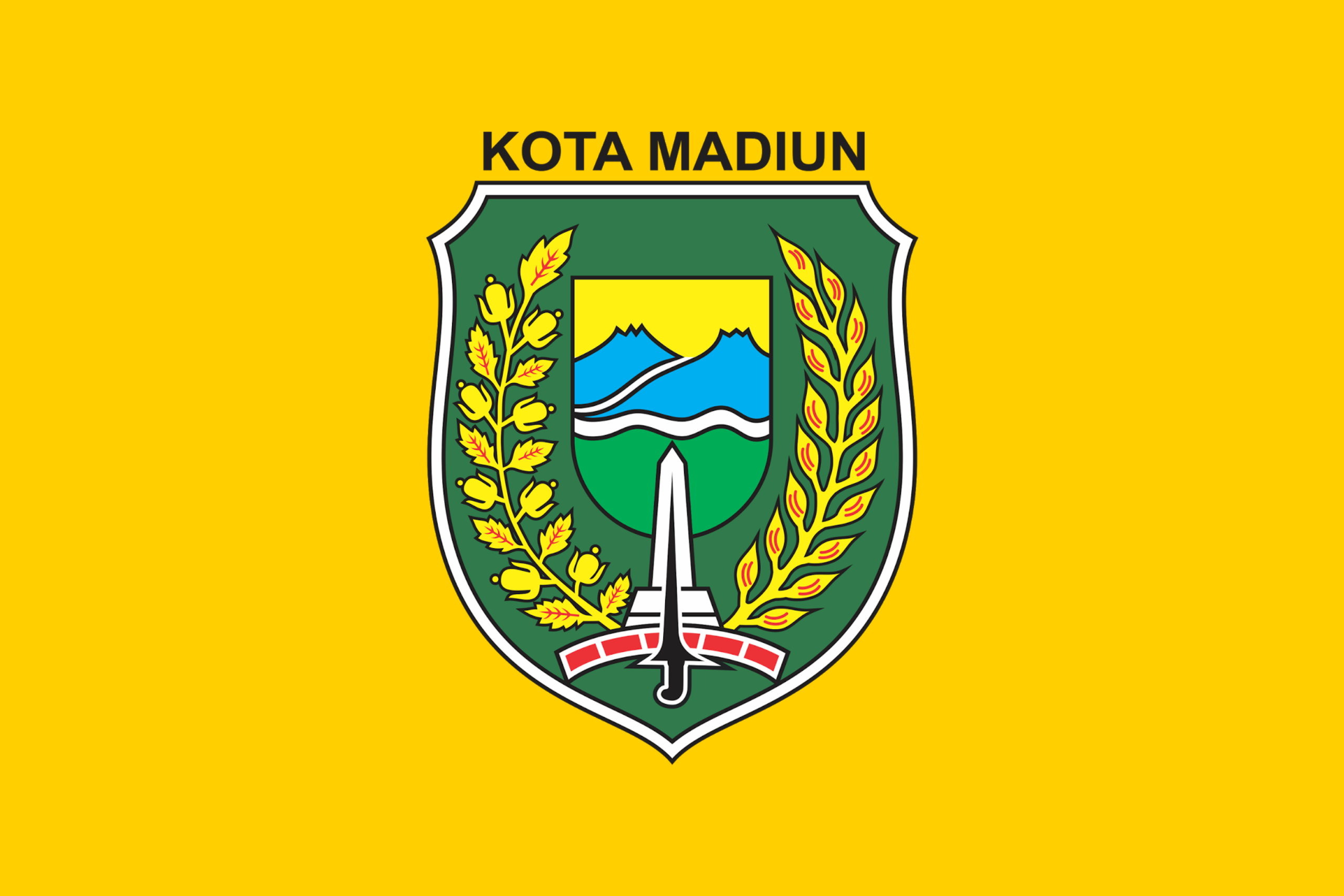
Madiun (stadsgemeente)
Magetan
Malang (regentschap)
Malang (stad)
Mojokerto (regentschap)
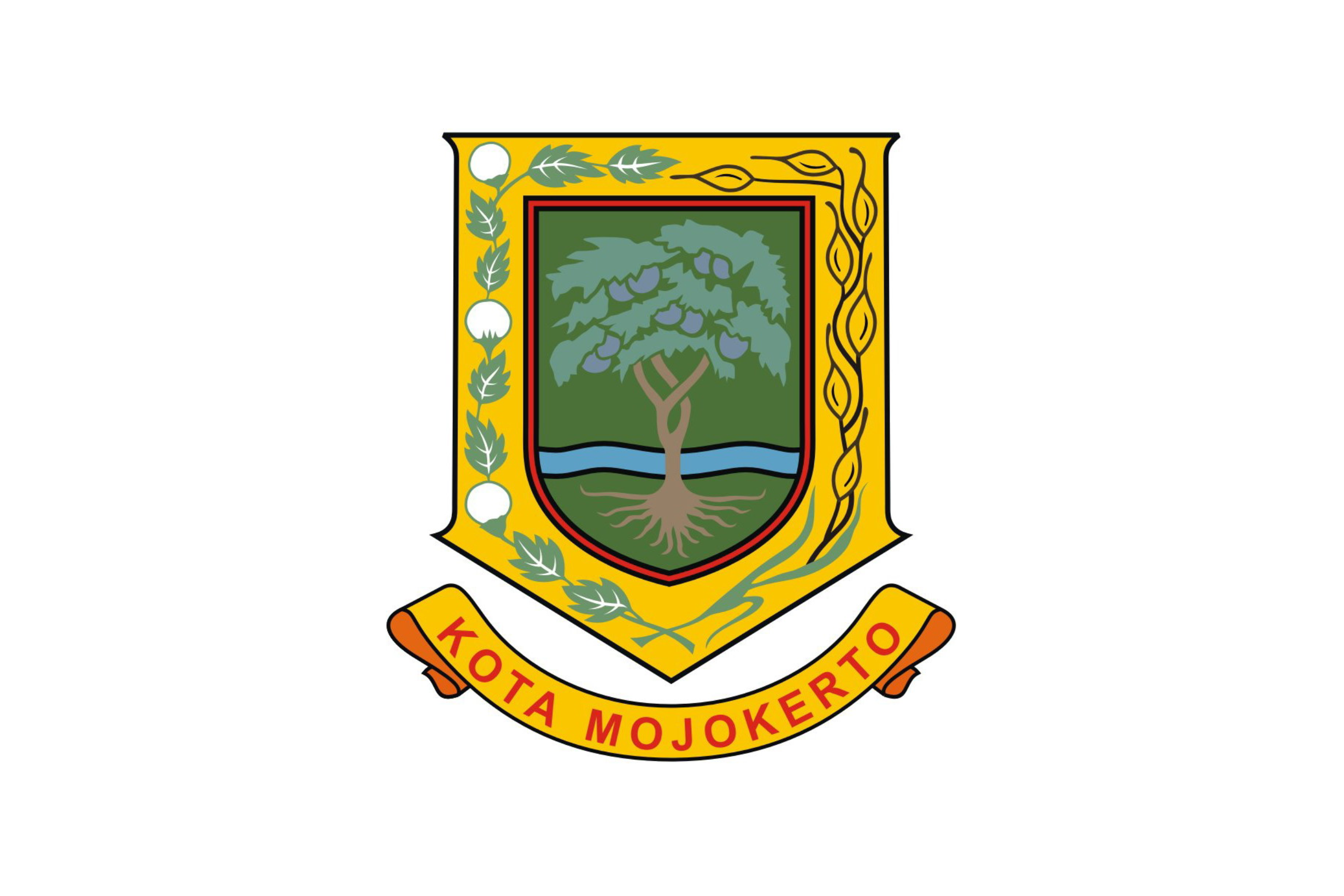
Mojokerto (stad)
Nganjuk
Ngawi
Pacitan
Pamekasan
Pasuruan
Pasuruan (stad)
Ponorogo
Probolinggo (regentschap)
Probolinggo (stadsgemeente)
Sampang
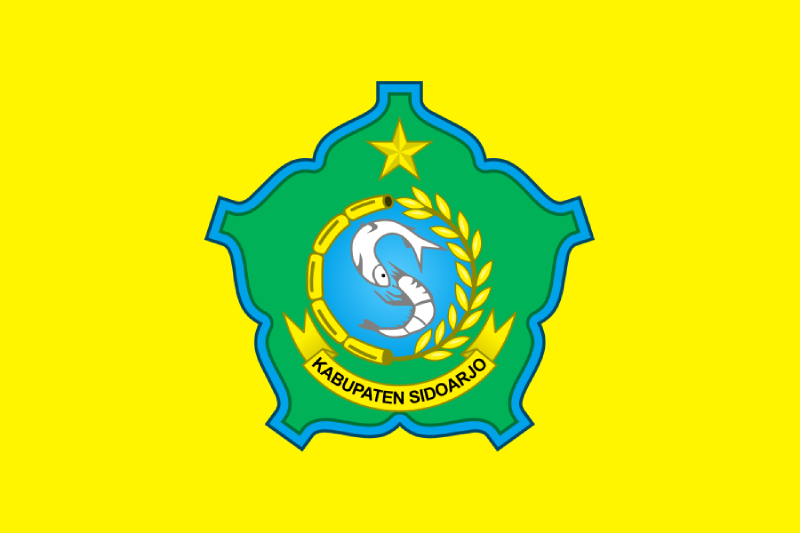
Sidoarjo
Situbondo
Sumenep
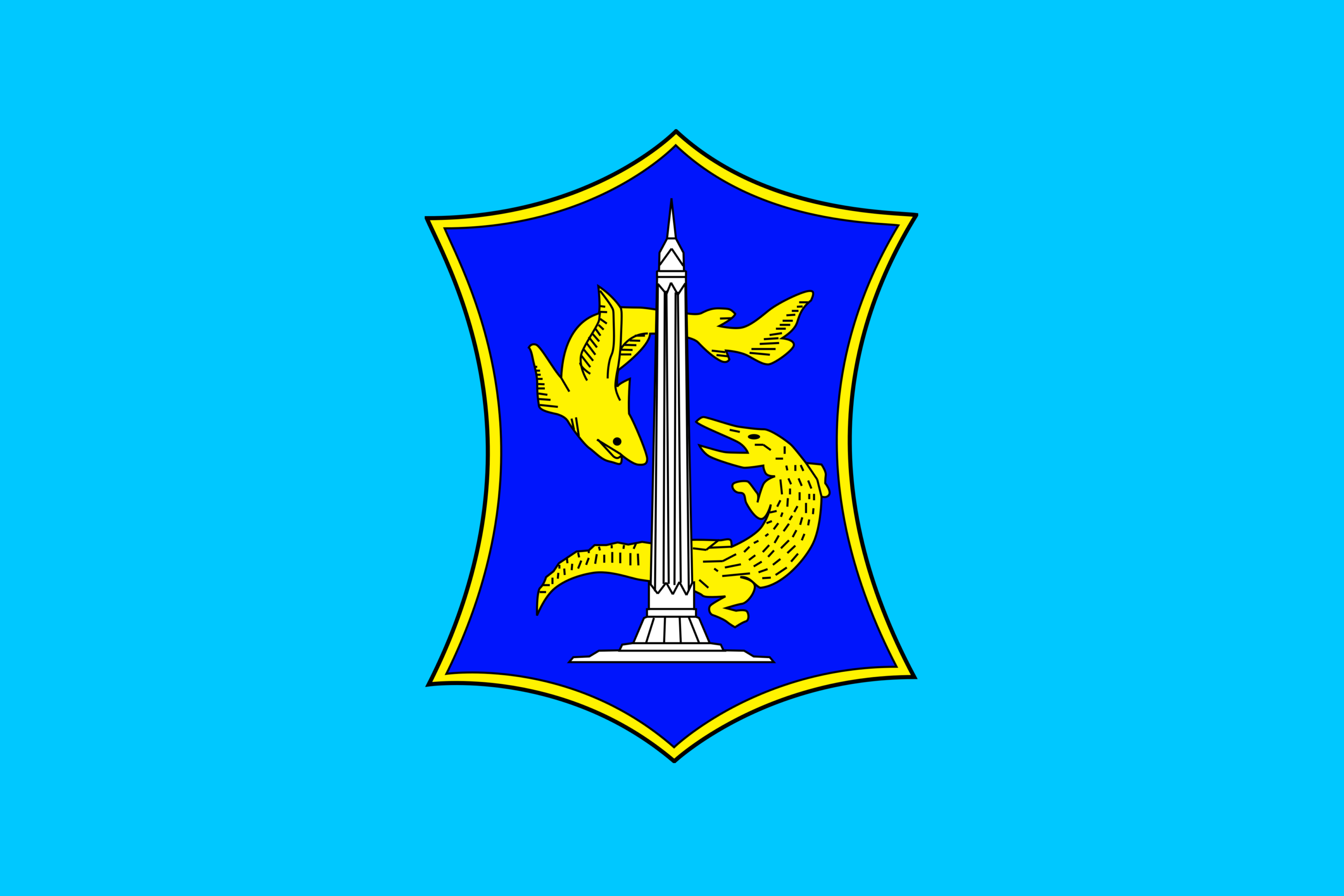
Surabaya
Trenggalek
Tuban
Tulungagung

## Oost-Kalimantan

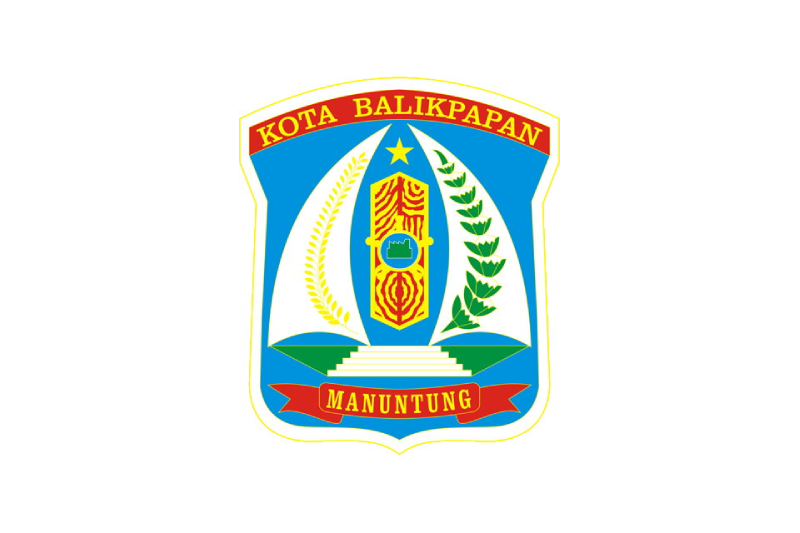
Balikpapan
Berau
Bontang
Kutai Kartanegara
Mahakam Ulu
Oost-Kutai
Paser
Penajam Paser Utara
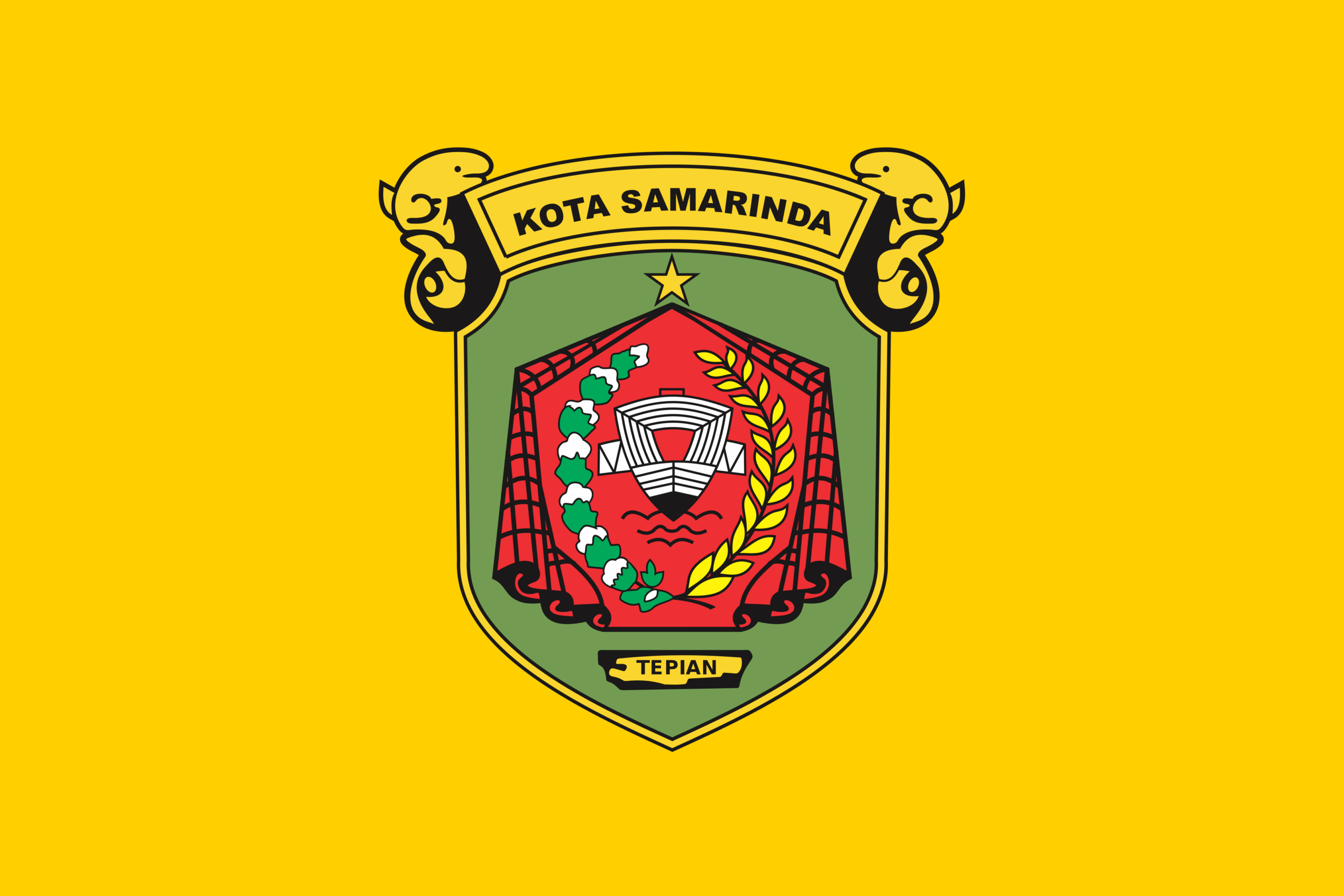
Samarinda
West-Kutai

## Oost-Nusa Tenggara

Alor
Belu
Centraal-Sumba
Ende
Kupang (regentschap)
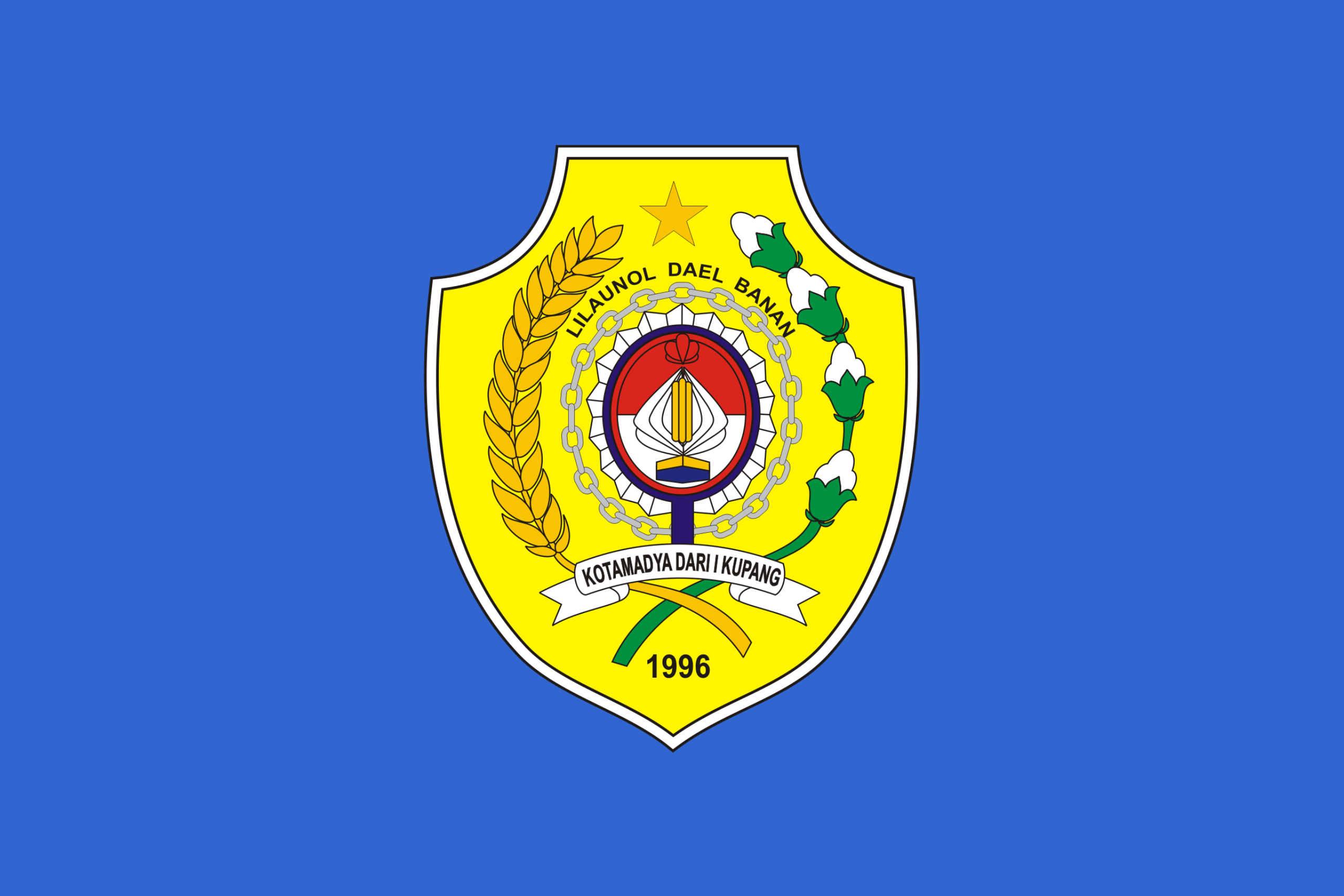
Kupang (stadsgemeente)
Lembata
Malaka
Manggarai
Nagekeo
Ngada
Noord-Centraal-Timor
Oost-Flores
Oost-Manggarai
Oost-Sumba
Rote Ndao
Sabu Raijua
Sikka
West-Manggarai
West-Sumba
Zuid-Centraal-Timor
Zuidwest-Sumba

## Papoea

Asmat
Biak Numfor
Bintang Bergen
Boven Digoel
Centraal-Mamberamo
Deiyai
Dogiyai
Intan Jaya
Jayapura (regentschap)
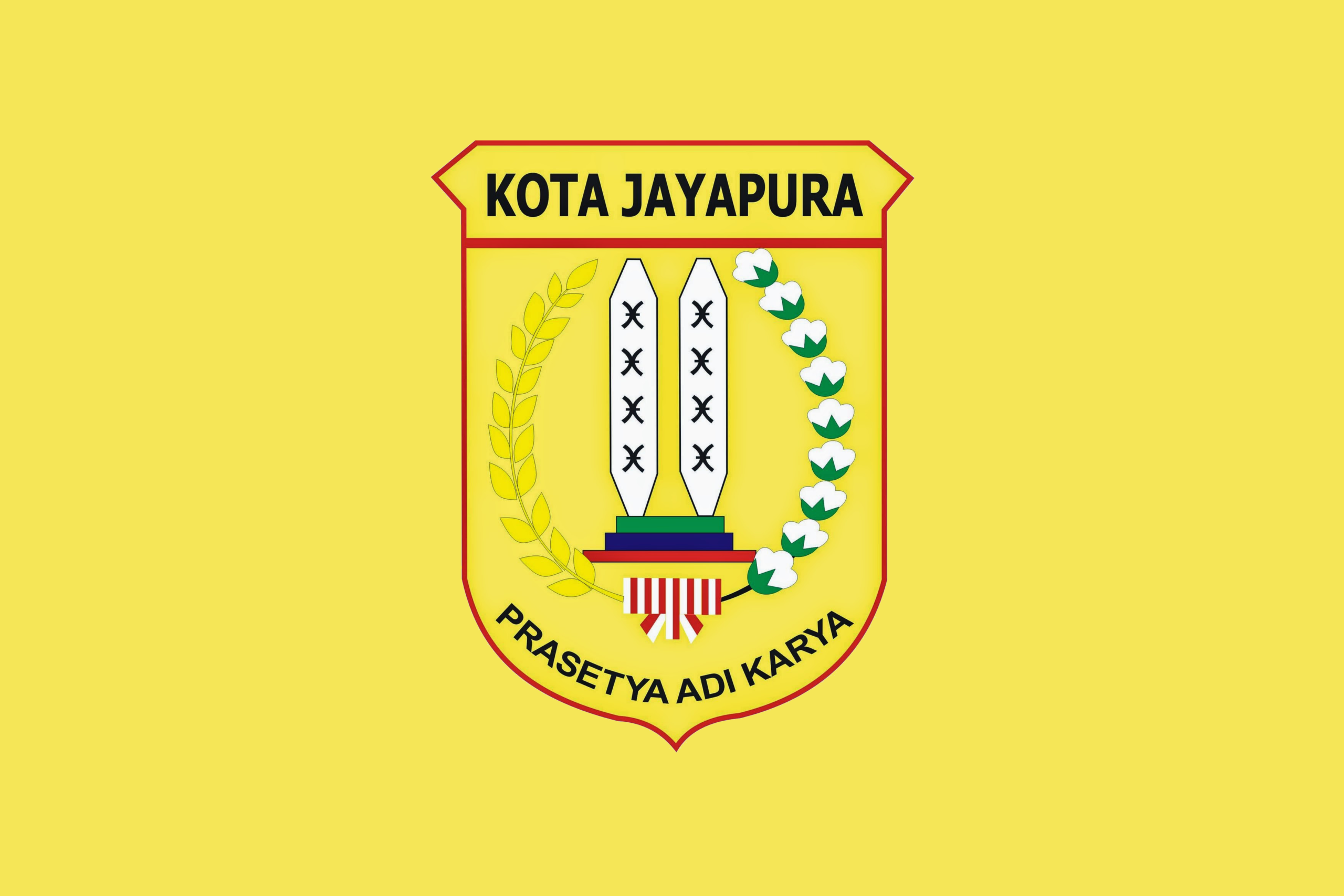
Jayapura (stad)
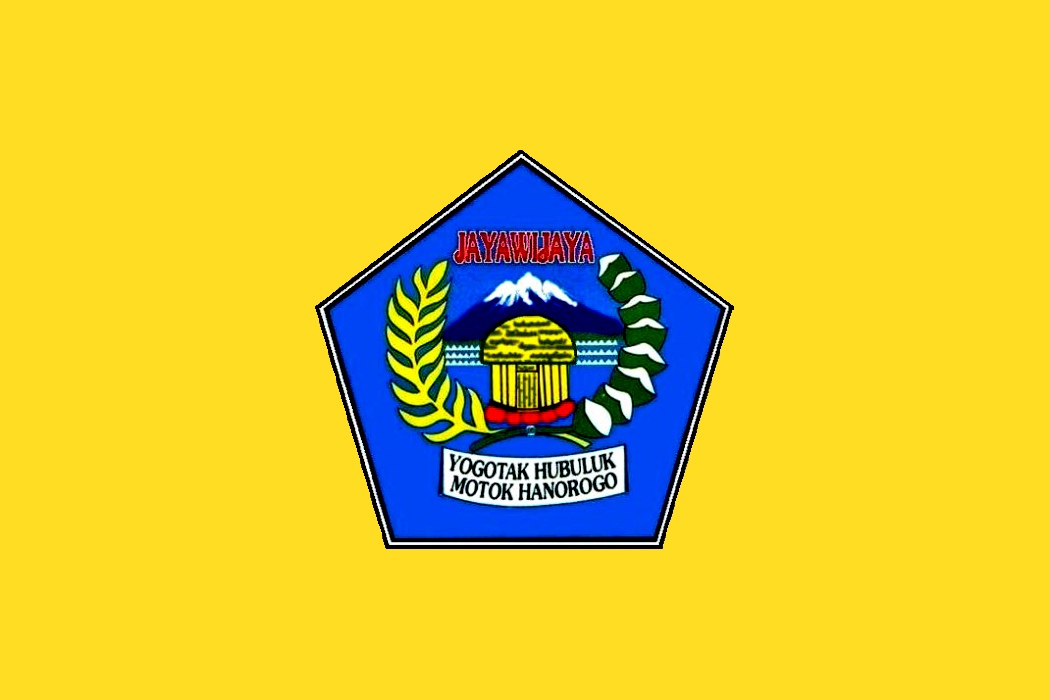
Jayawijaya
Keerom
Lanny Jaya
Mamberamo Jaya
Mappi
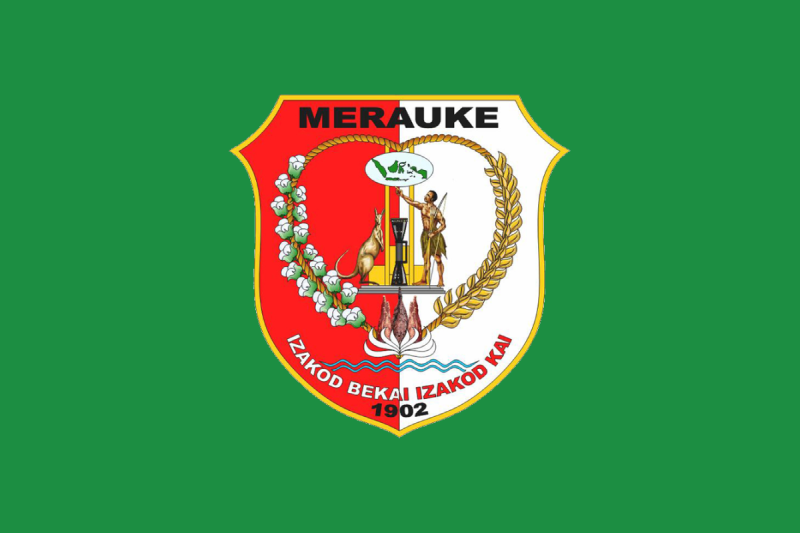
Merauke
Mimika
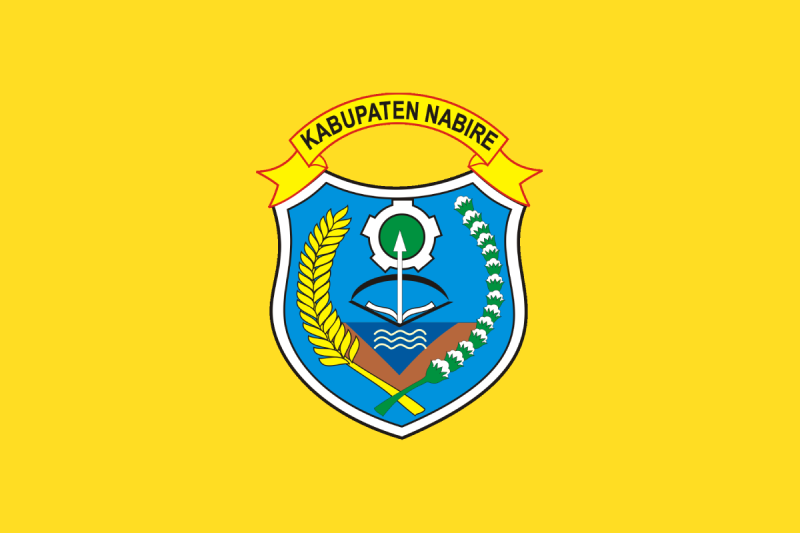
Nabire
Nduga
Paniai
Puncak
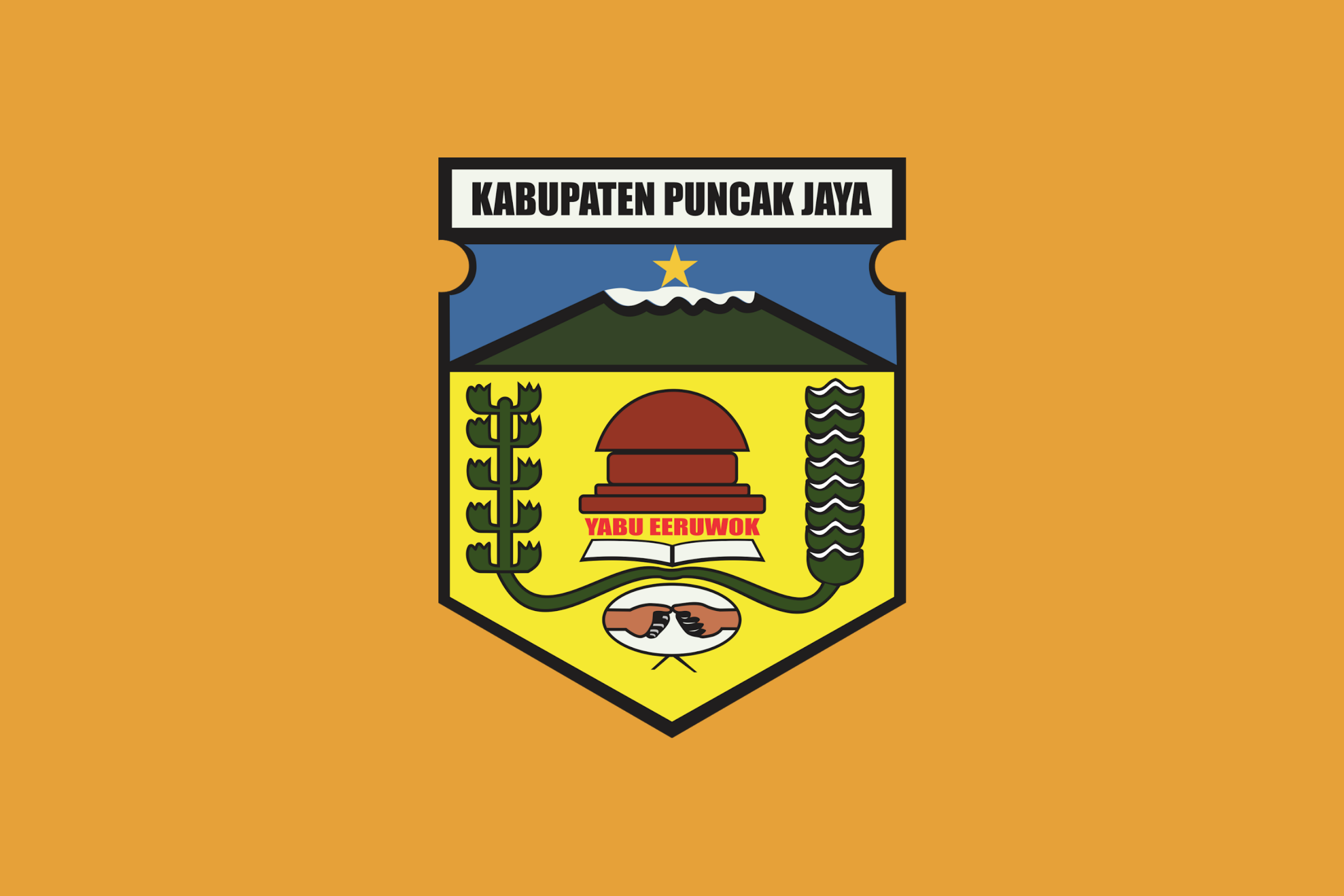
Puncak Jaya
Sarmi
Supiori
Tolikara
Waropen
Yahukimo
Yalimo
Yapen Waropen

## Riau

Bengkalis
Dumai
Indragiri Hilir
Indragiri Hulu
Kampar
Kuantan Singingi
Meranti-eilanden
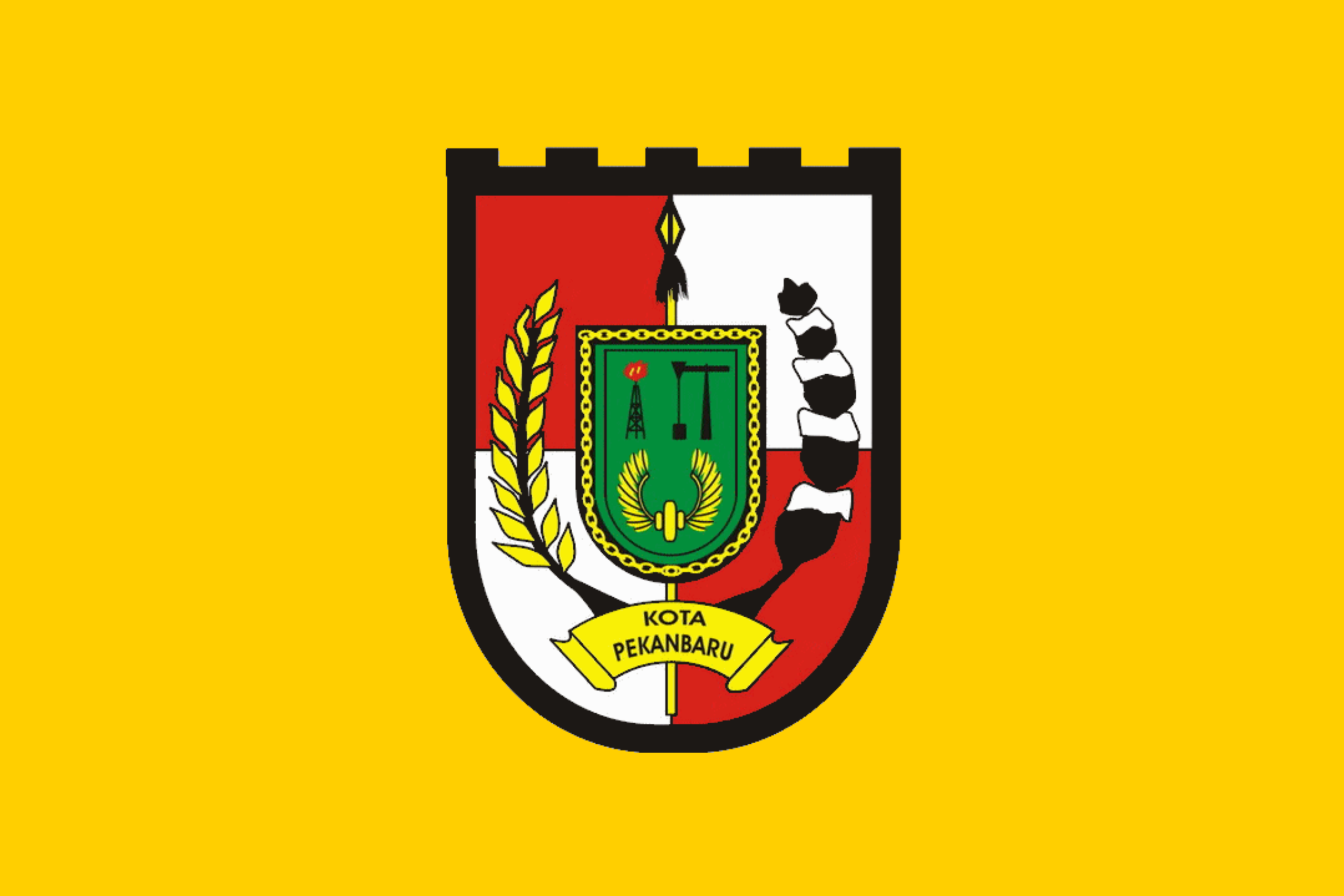
Pekanbaru
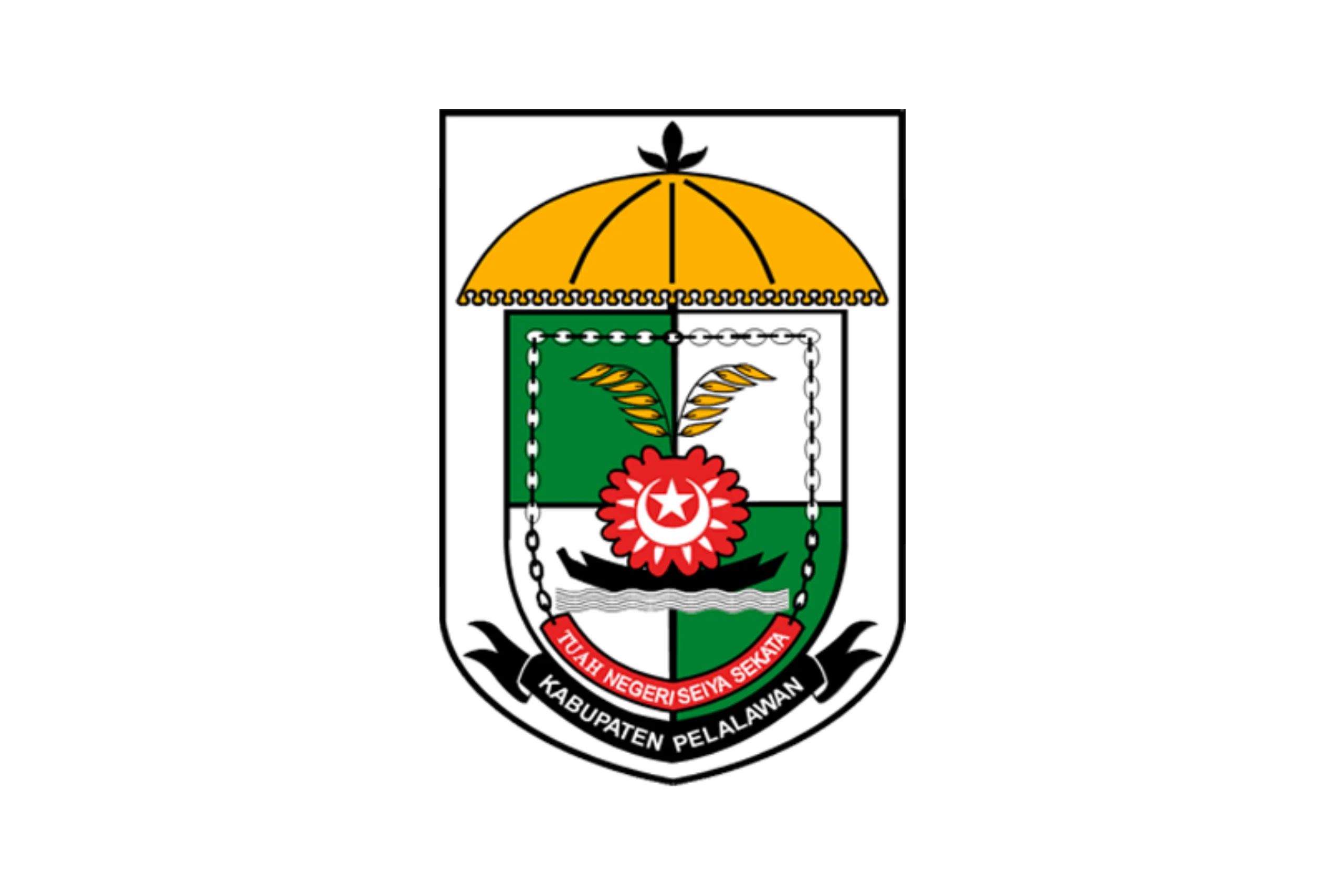
Pelalawan
Rokan Hilir
Rokan Hulu
Siak

## Riau-archipel

Anambas Eilanden
Batam
Bintan
Karimun
Lingga
- Natuna-eilanden
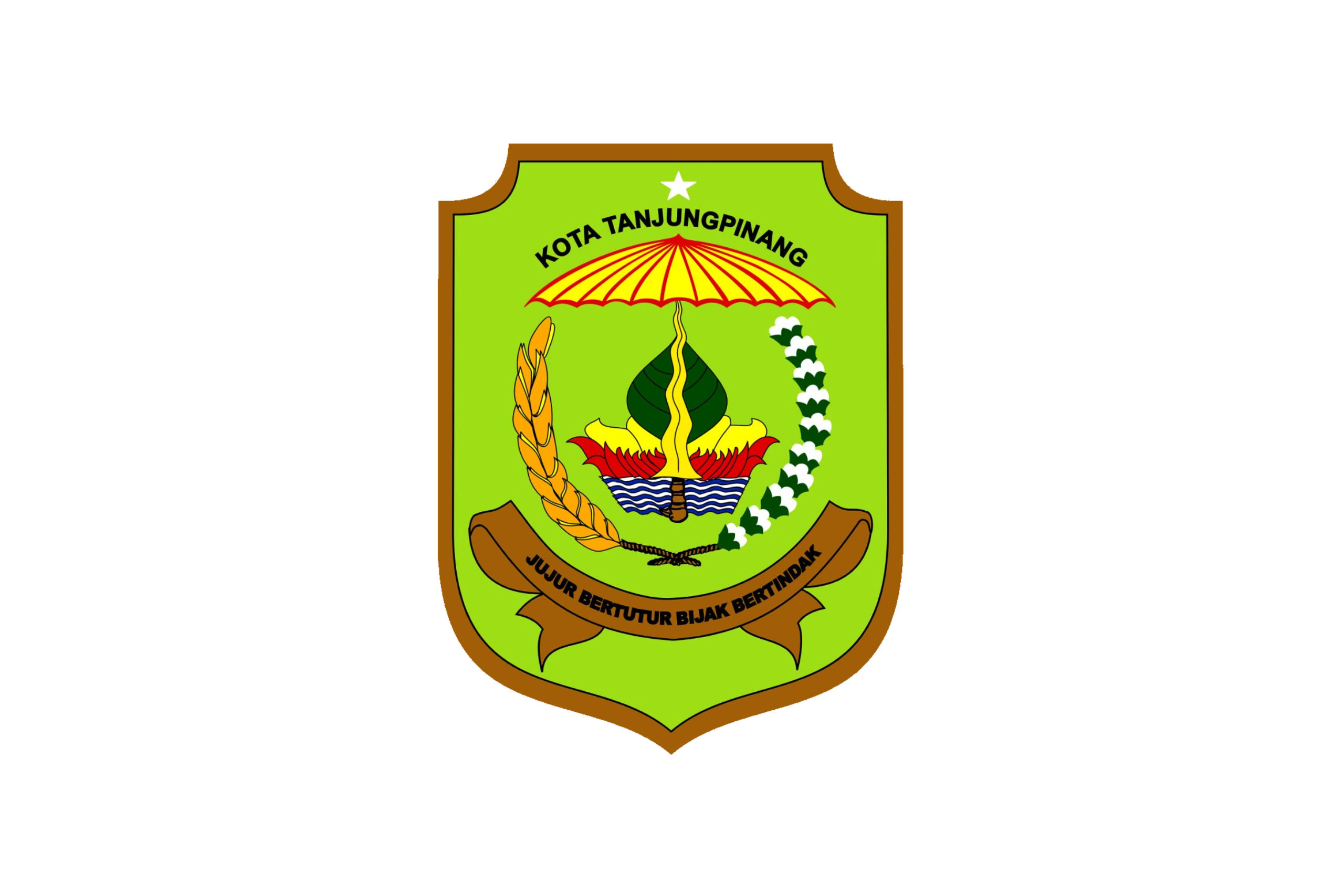
Tanjung Pinang

## West-Java

Bandung (stad)
Bandung (regentschap)
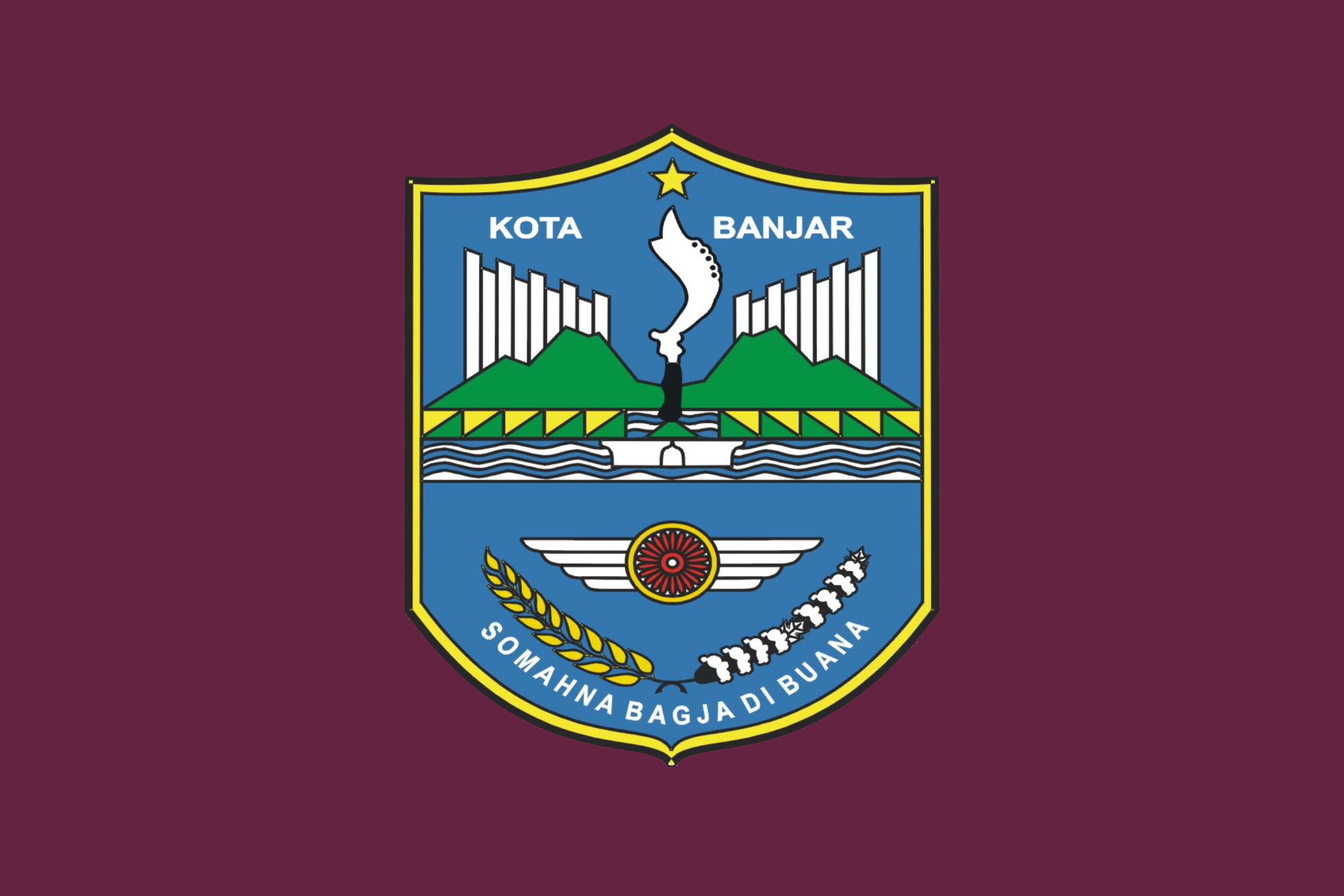
Banjar
Bekasi (regentschap)
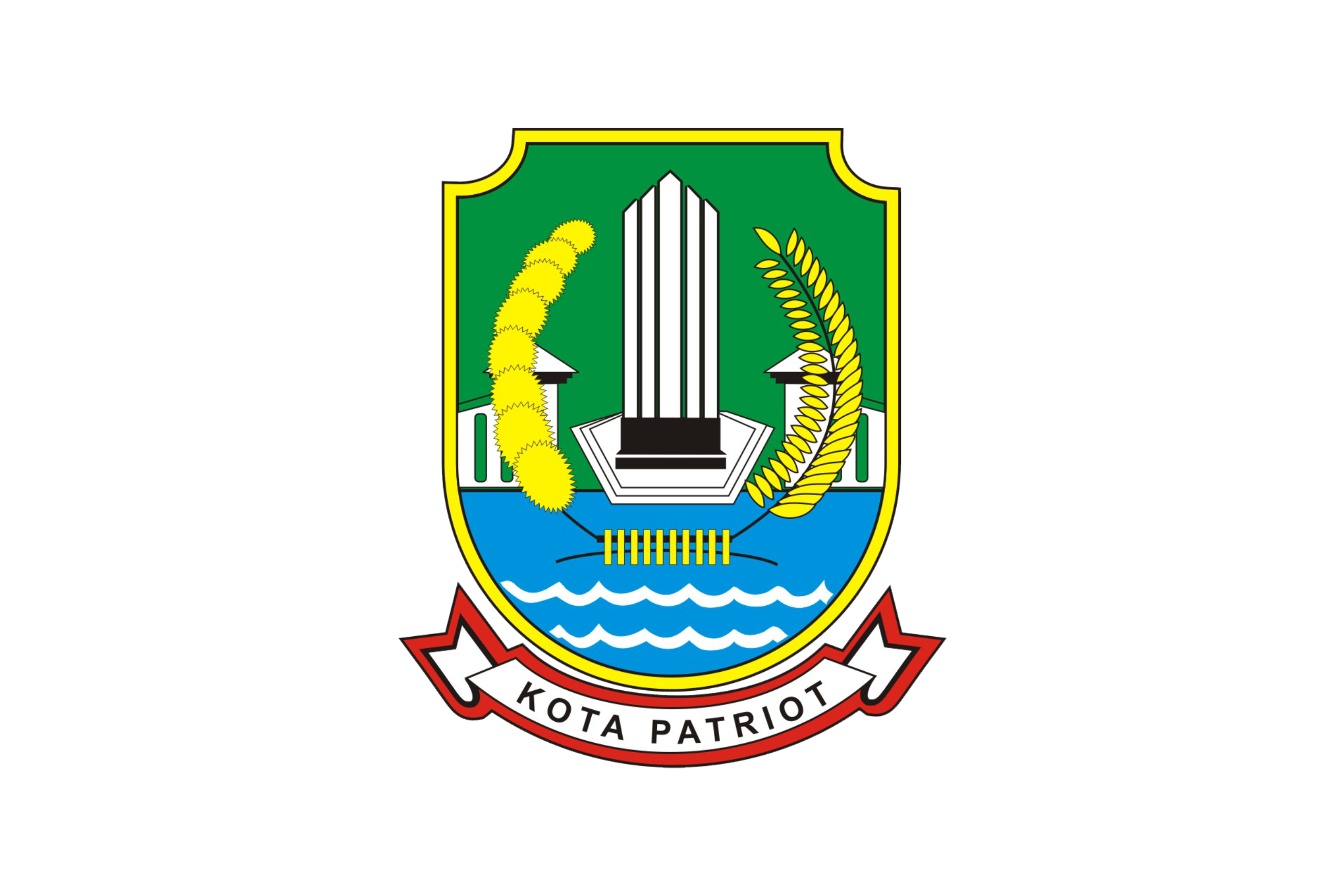
Bekasi (stad)
Bogor (regentschap)
Bogor (stadsgemeente)
Ciamis
Cianjur
Cimahi
Cirebon (regentschap)
Cirebon (stad)
Depok
Garut
Indramayu
Karawang
Kuningan
Majalengka
Pangandaran
Purwakarta
Subang
Sukabumi (regentschap)
Sukabumi (stad)
Sumedang
Tasikmalaya (regentschap)
Tasikmalaya (stad)
West-Bandung

## West-Kalimantan

Bengkayang
Kapuas Hulu
Ketapang
Kubu Raya
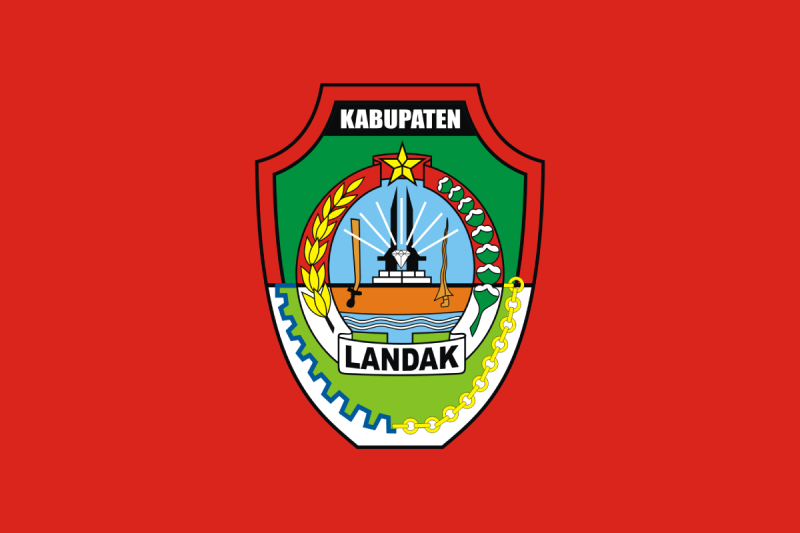
Landak
Melawi
Noord-Kayong
Pontianak (regentschap)
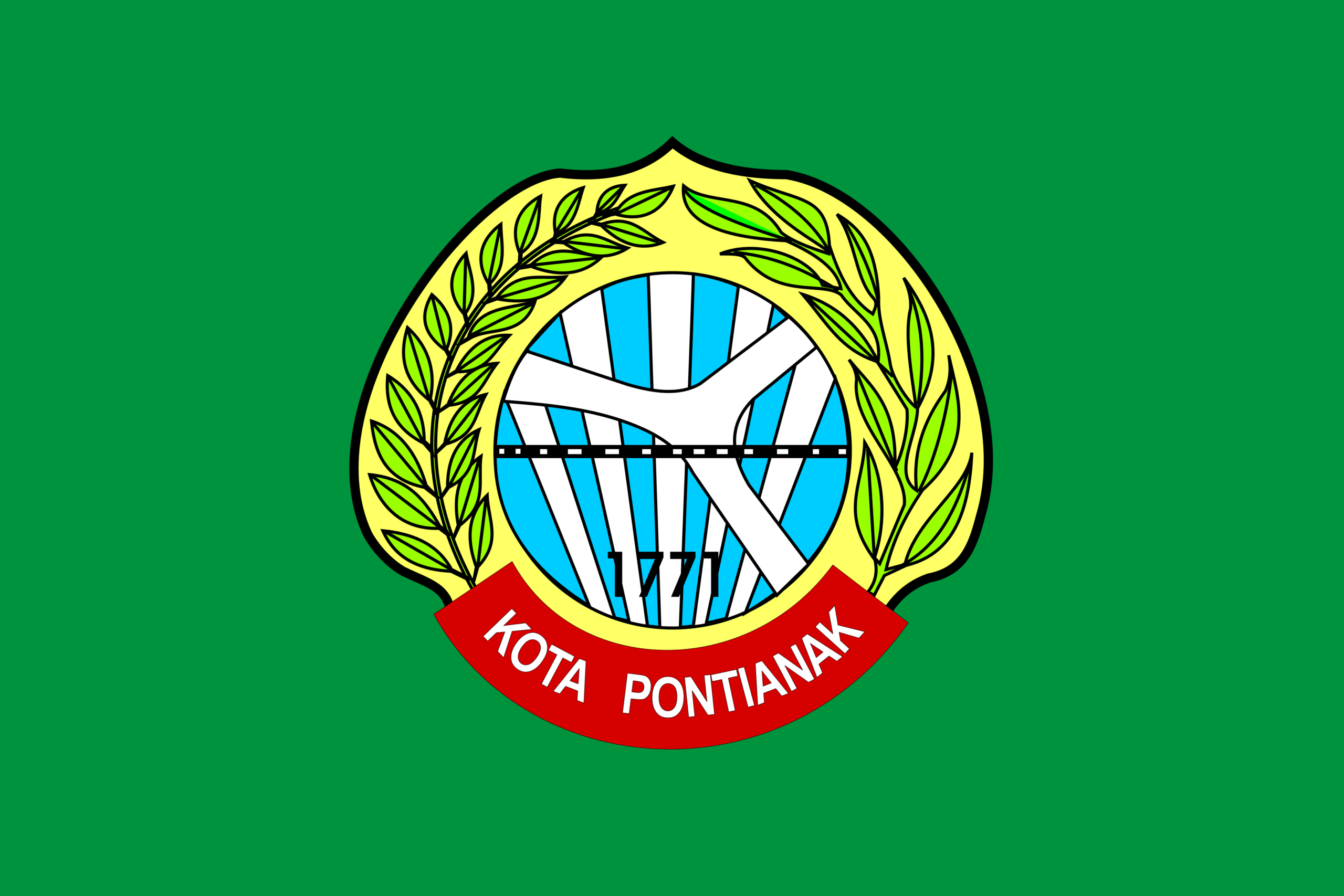
Pontianak (stad)
Sambas
Sanggau
Sekadau
Singkawang
Sintang

## West-Nusa Tenggara

Bima (regentschap)
Bima (stad)
Centraal-Lombok
Dompu
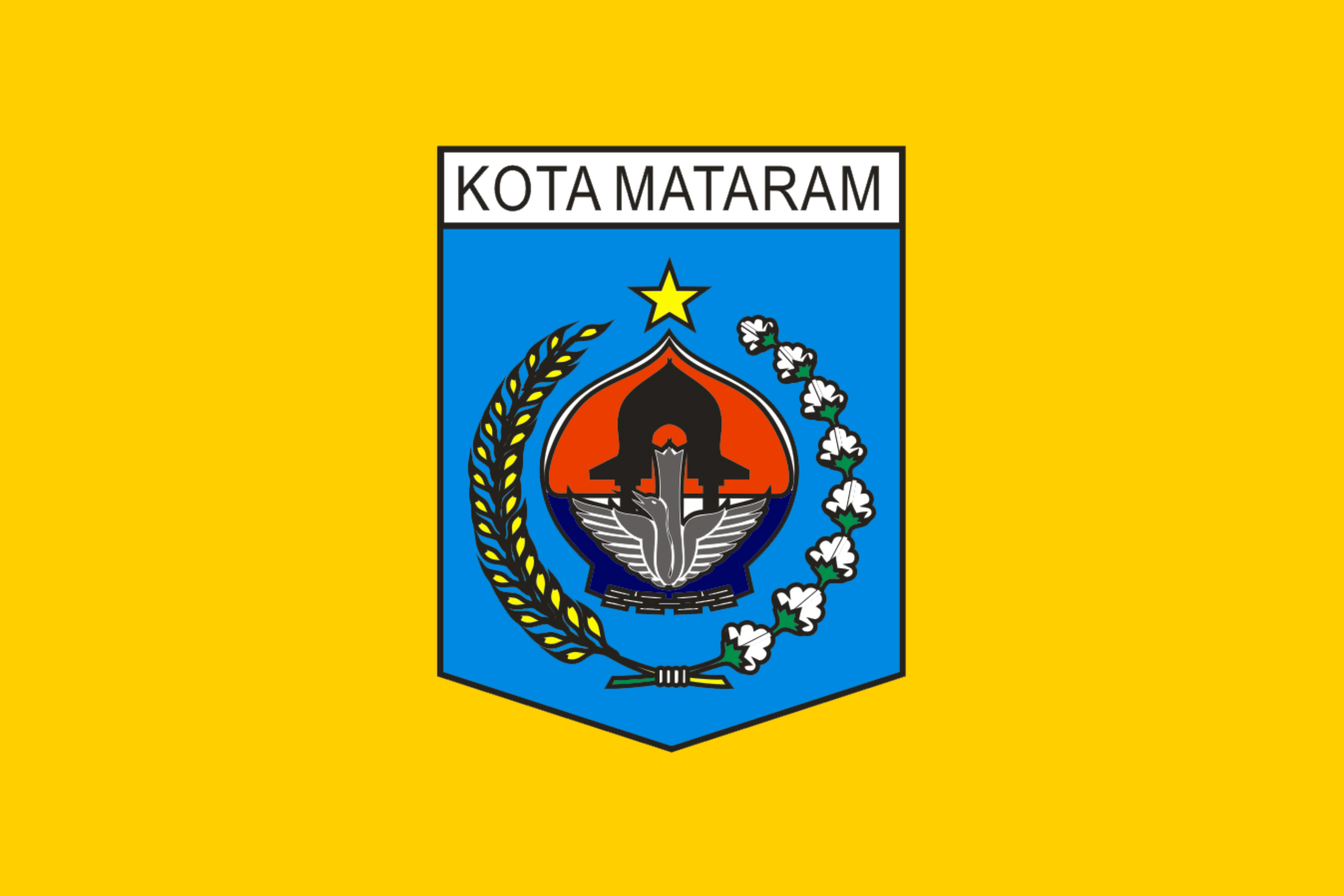
Mataram
Noord-Lombok
Oost-Lombok
Sumbawa
West-Lombok
West-Sumbawa

## West-Papoea

Fakfak
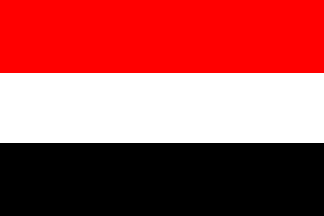
Kaimana
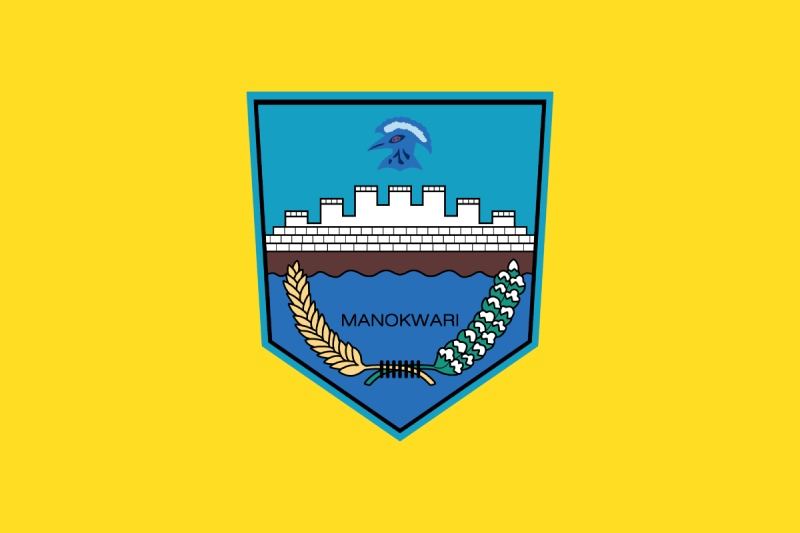
Manokwari
Maybrat
Raja Ampat
Sorong (regentschap)
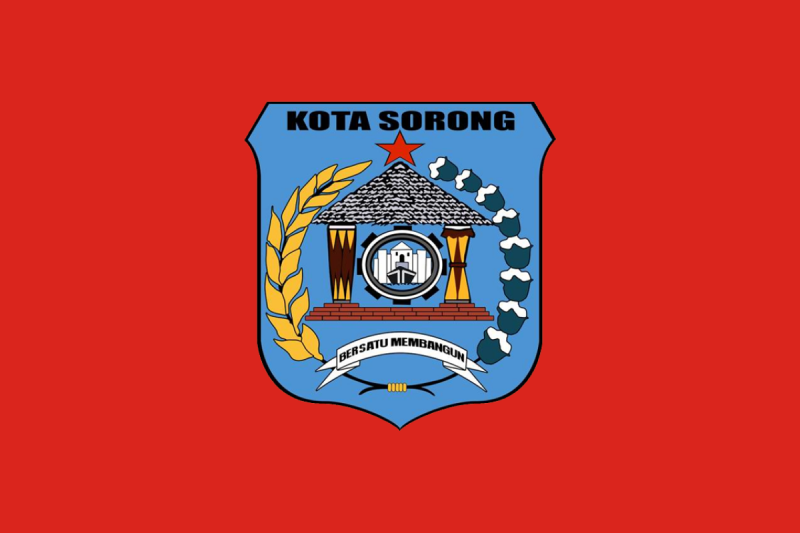
Sorong (stad)
Sorong Selatan
Tambrauw
Teluk Bintuni
Teluk Wondama

## West-Sulawesi

Centraal-Mamuju
Majene
Mamasa
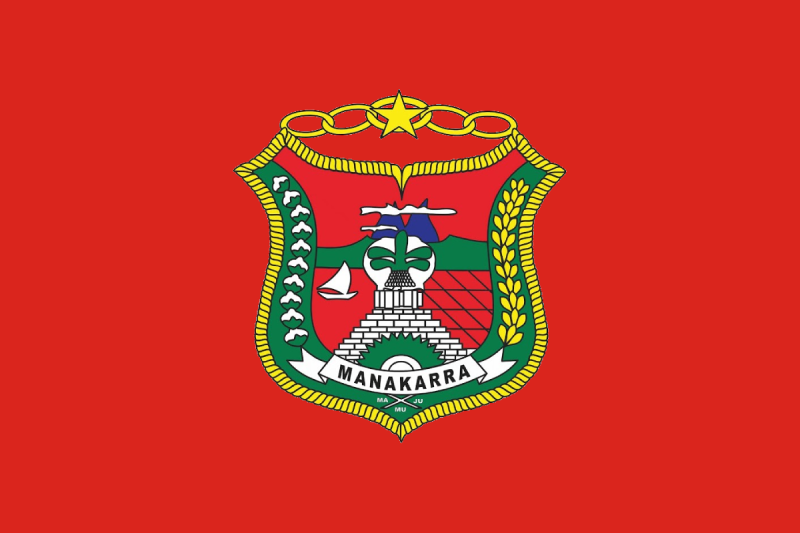
Mamuju
Noord-Mamuju
Polewali Mandar

## West-Sumatra

Agam
Bukittinggi
Dharmasraya
Limapuluh Kota
Mentawai-eilanden
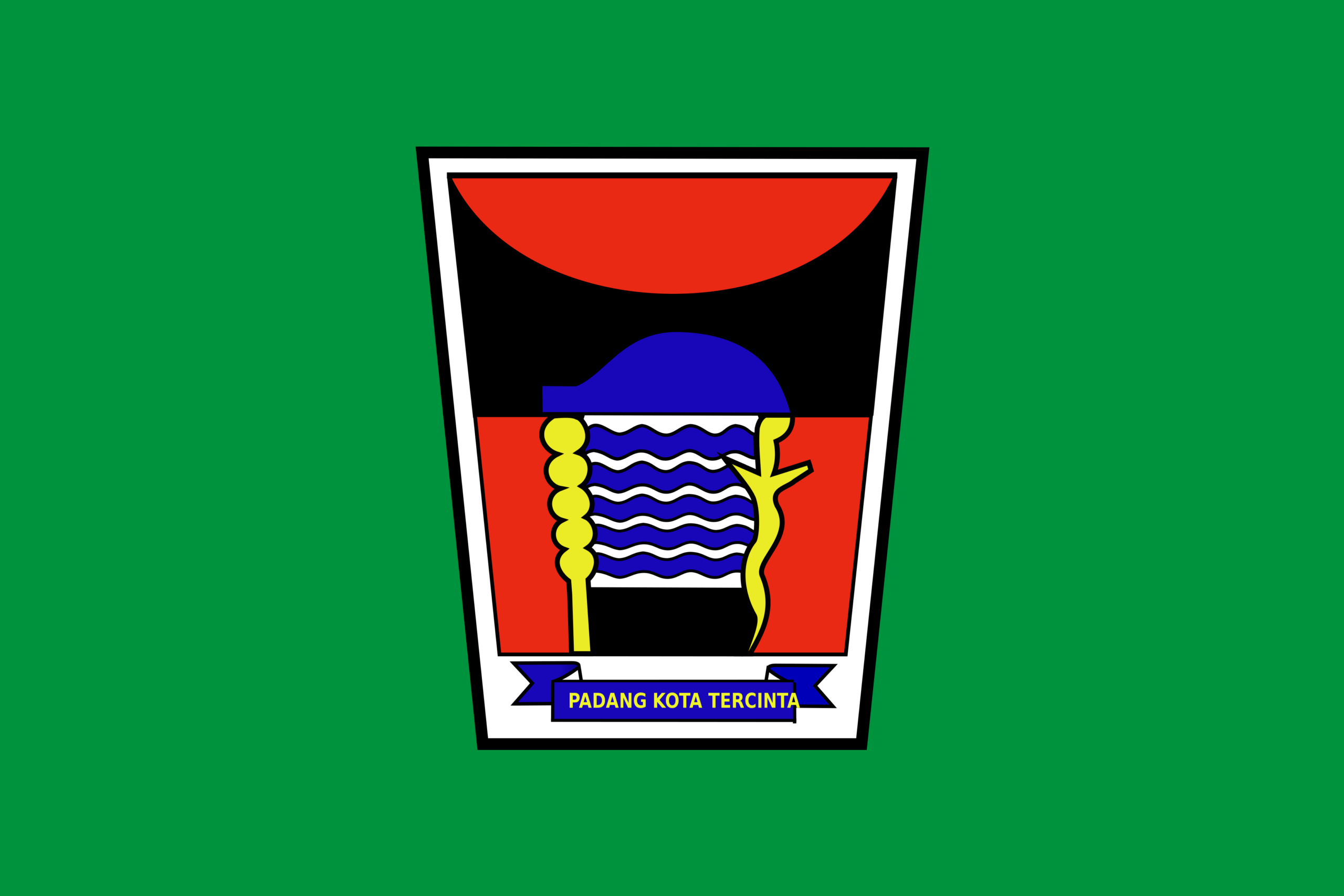
Padang
Padang Panjang
Padang Pariaman
Pariaman
Pasaman
Payakumbuh
Sawahlunto
Sijunjung
Solok (regentschap)
Solok (stad)
Tanah Datar
West-Pasaman
Zuid-Pesisir
Zuid-Solok

## Yogyakarta

Bantul
Gunung Kidul
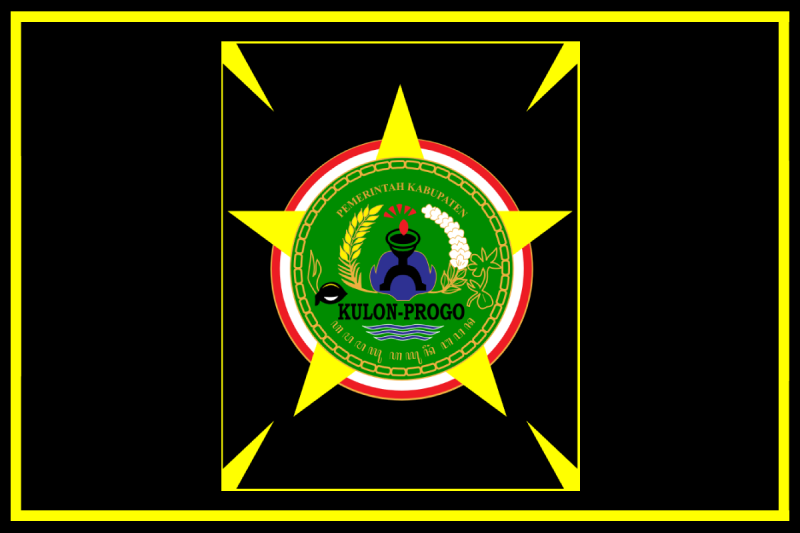
Kulon Progo
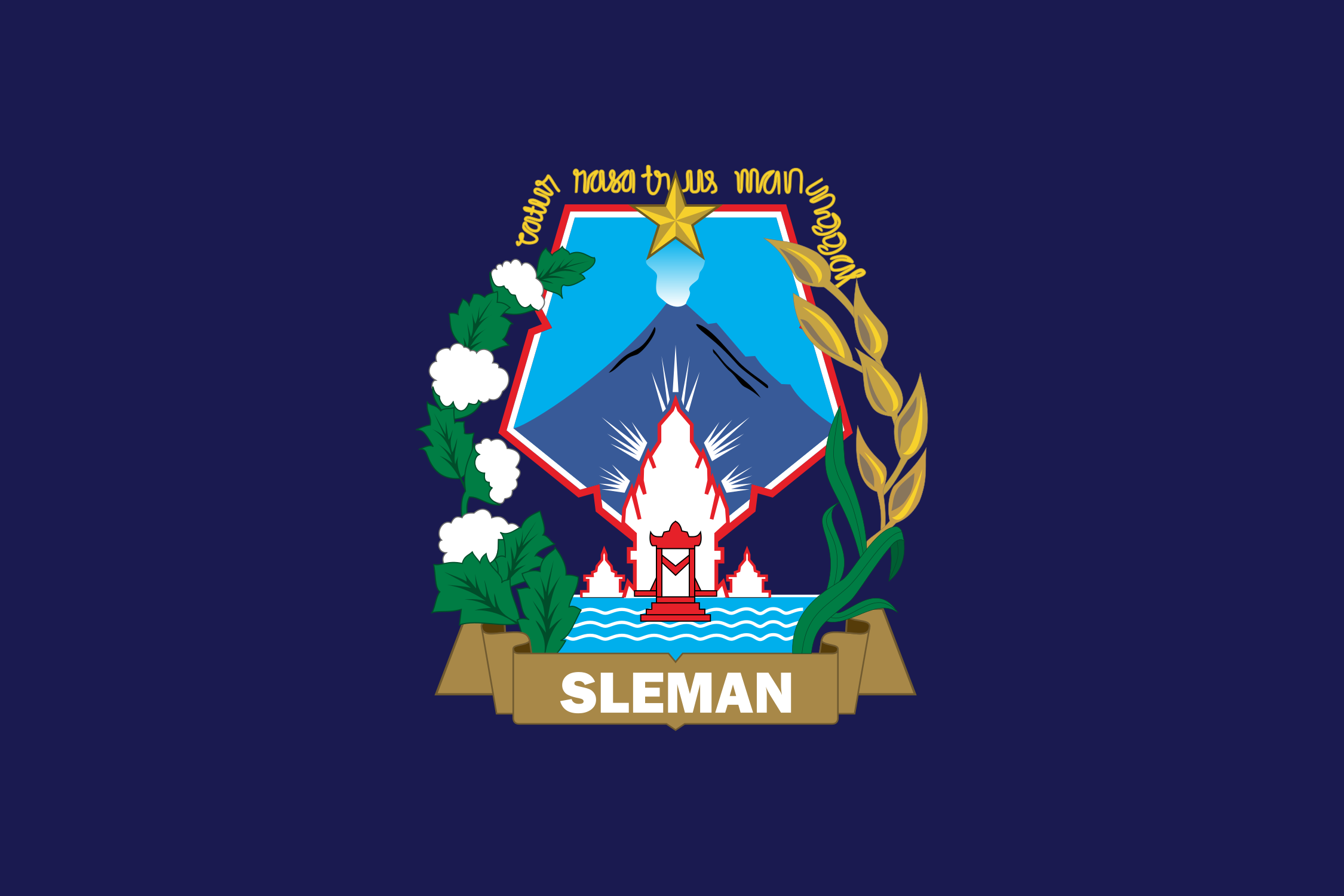
Sleman
Yogyakarta

## Zuid-Kalimantan

Balangan
Banjar
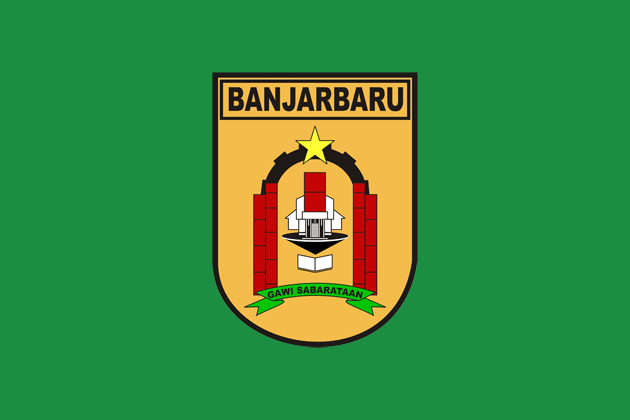
Banjarbaru
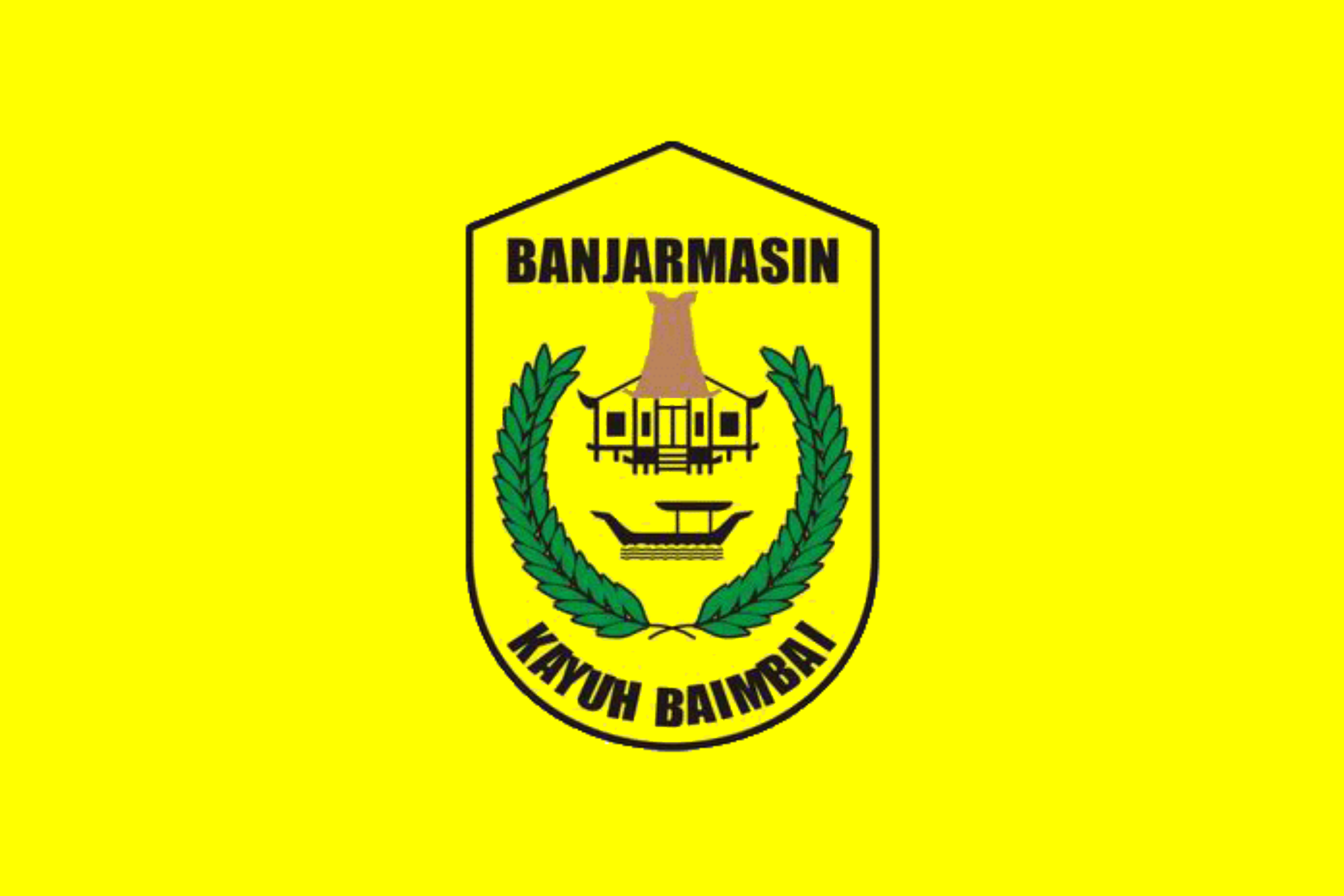
Banjarmasin
Barito Kuala
Hulu Sungai Selatan
Hulu Sungai Tengah
Hulu Sungai Utara
Kotabaru
Tabalong
Tanah Bumbu
Tanah Laut
Tapin

## Zuid-Sulawesi

Bantaeng
Barru
Bone
Bulukumba
Enrekang
Gowa
Jeneponto
Luwu
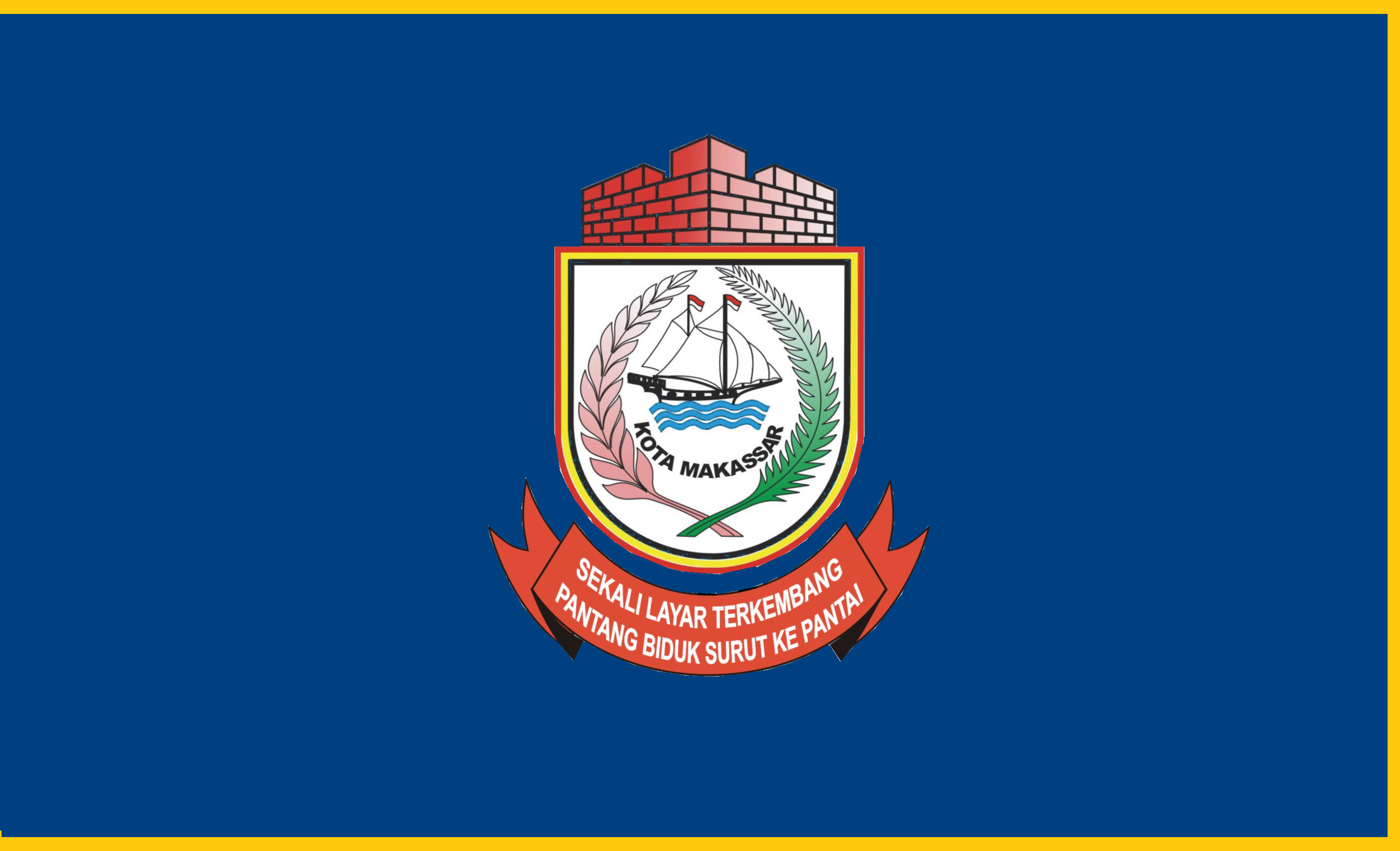
Makassar
Maros
Noord-Luwu
Noord-Toradja
Oost-Luwu
Palopo
Pangkajene Eilanden
Parepare
Pinrang
Selayar
Sinjai
Sidenreng Rappang
Soppeng
Takalar
Tana Toraja
Wajo

## Zuid-Sumatra

Banyuasin
Empat Lawang
Lahat
Lubuklinggau
Muara Enim
Musi Banyuasin
Musi Rawas
Noord-Musi Rawas
Ogan Ilir
Ogan Komering Ilir
Ogan Komering Ulu
Oost-Ogan Komering Ulu
Pagar Alam
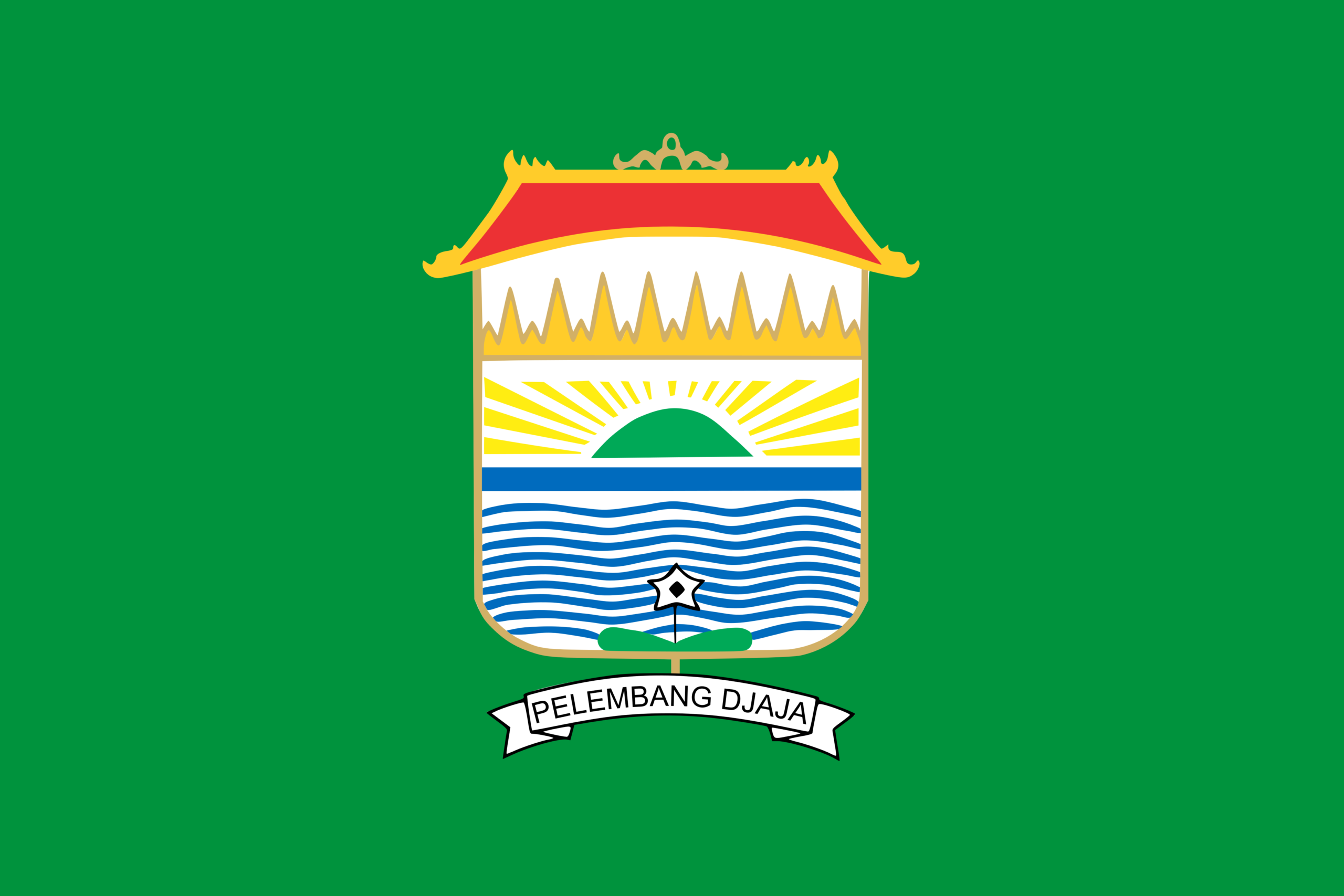
Palembang
Penukal Abab Lematang Ilir
Prabumulih
Zuid-Ogan Komering Ulu

## Zuidoost-Sulawesi

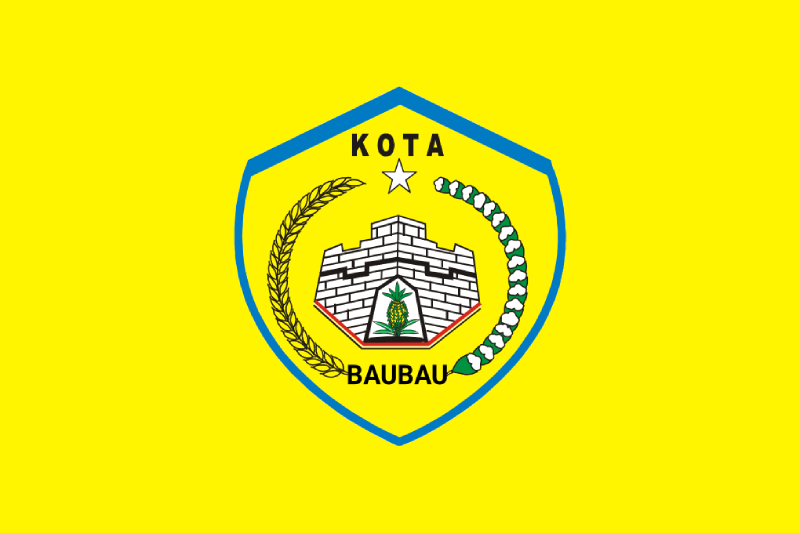
Bau-Bau
Bombana
Buton
Centraal-Buton
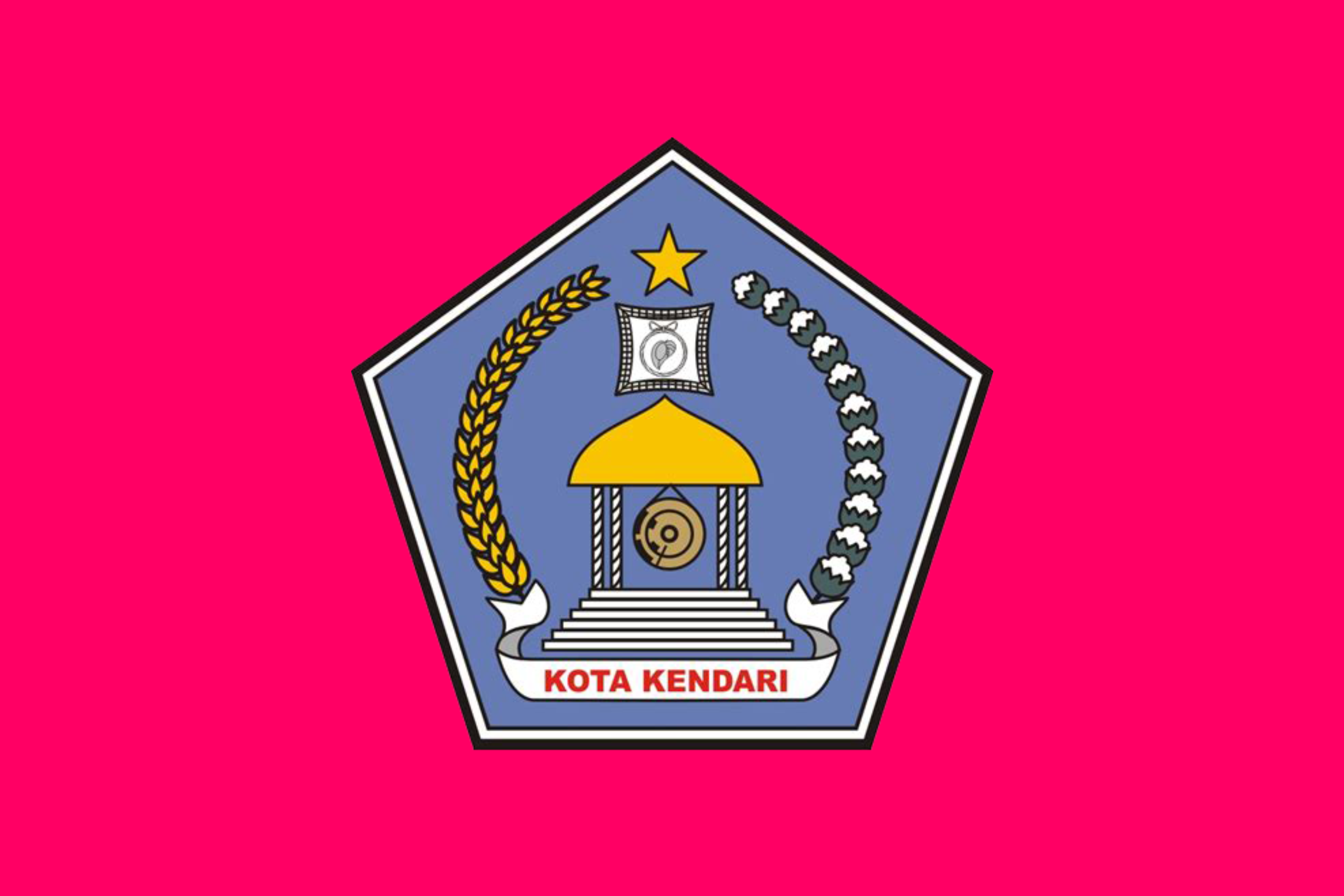
Kendari
Kolaka
Konawe
Konawe-eilanden
Muna
Noord-Buton
Noord-Kolaka
Noord-Konawe
Oost-Kolaka
Wakatobi
West-Muna
Zuid-Buton
Zuid-Konawe

Andorra · Armenië · België · Bosnië en Herzegovina · Brazilië · Bulgarije · Canada · Chili · Colombia · Costa Rica · Denemarken · Duitsland · El Salvador · Estland · Frankrijk · Georgië · Indonesië · Italië · Kaapverdië · Kosovo · Kroatië · Letland · Liechtenstein · Litouwen · Luxemburg · Malta · Mexico · Montenegro · Nederland · Noord-Macedonië · Noorwegen · Oekraïne · Oostenrijk · Polen · Portugal · Roemenië · Rusland · San Marino · Servië · Slovenië · Slowakije · Spanje · Tsjechië · Venezuela · Verenigd Koninkrijk · Verenigde Staten · Wit-Rusland · Zimbabwe · Zwitserland
Historisch: België · Nederland
Zie ook: Vlaggenlijsten (per land) · Vlaggen van afhankelijke gebieden · Vlaggen van subnationale entiteiten (per land) · Lijst van vlaggen van hoofdsteden